# ザ・ファブル
『ザ・ファブル』は、南勝久による日本の漫画。『週刊ヤングマガジン』（講談社）にて、第1部は2014年49号から2019年51号まで連載された。第2部『ザ・ファブル The second contact』は、同誌の2021年34号から2023年32号まで連載。第3部『ザ・ファブル The third secret』は同誌の2025年16号から連載中。
2017年、第41回講談社漫画賞一般部門受賞。2025年3月時点でシリーズの累計部数は2800万部を突破している。
メディアミックスとして、2019年と2021年に実写映画が2作公開され、2024年4月から9月までテレビアニメが放送された。

## あらすじ
現代の日本。依頼された標的を完全に仕留め、正体に繋がる痕跡は残さないため、裏社会でもかろうじて「ファブル」（寓話の意）というあだ名のみ知られる凄腕の殺し屋がいた。
ある日のこと、その青年は、殺し屋組織の長で、育ての親でもあるボスに呼び出される。ボスは最近は動きすぎたとして「1年間大阪に移住し、その間は誰も殺さず一般人として平和に暮らせ」と指示し、彼に「佐藤明（アキラ）」という偽名を与える。アキラは、同じくボスに育てられた仕事のパートナーで、アキラの妹という設定の偽名「佐藤洋子」と共に、大阪は太平市へと向かう。
こうして、アキラは組織と古くから付き合いのある小規模暴力団「真黒（まぐろ）組」の庇護の下、それまでの殺し屋としての人生や習性から、一般人としてはチグハグな態度を見せながら、新たな生活を始める。

### 海老原との和解とオクトパス入社
浜田組長と共に組でファブルのことを知る真黒組若頭で武闘派の海老原は、平然と人を殺せるアキラの存在を危惧し、独断で街から排除しようと試みる。舎弟で信頼する黒塩（クロ）や、若手の高橋を使って本性を暴こうとするが、アキラはボスの命令を守って無意味な騒乱や殺しを起こさず、海老原は彼のことを誤解していたことに気づき、むしろ気に入るようになる。
海老原の助言に従い、一般人として暮らすため仕事を探し始めたアキラは、とある縁で知り合った若くて美人の清水岬（ミサキ）の紹介で、彼女が務める小さなデザイン会社「オクトパス」に入社する。時給800円という待遇であったが、それでも社長の田高田にも気に入られ、アキラは今までの人生では得られなかった経験を楽しむ。

### 小島による組の騒乱
真黒組では一般人を殺して15年服役した海老原の舎弟・小島が出所する。非常に好戦的な性格を熟知する海老原は彼を制御しようとするが、その矢先に心筋梗塞で倒れ入院を余儀なくされる。目付役が不在となった小島は、さっそく風俗業をシノギとする組幹部で古馴染みの砂川のショバを荒らし始め、組は水面下で内紛状態となる。さらに小島はデリヘルを立ち上げ、その看板嬢としてミサキに目をつける。そして田高田など、彼女の周辺人物を襲ったりしてミサキを脅迫し、手中に入れる。
身動きができない海老原は恥を忍んでアキラに調査を頼み、その過程で彼は恩人のミサキが巻き込まれていることを知る。それぞれの思惑が絡む小島と砂川の会談現場に潜入したアキラは、誰も殺さず、また正体もばらすことなくミサキを救出し、小島の身柄も拉致することにも成功する。海老原は自らの手で小島を始末して砂川と手打ちにする。だが、ファブルの存在を知った砂川は組を乗っ取る野心を実行に移すことを決意する。

### 宇津帆一派との戦い
表向きは子供の支援事業を行う好人物で、小さな興信所を経営する宇津帆（うつぼ）は、裏では過保護に育てられた資産家の子供を狙って大金をせしめる悪党であった。宇津帆は次の標的として、オクトパスの社員で、ミサキに恋慕して彼女の家に密かに盗撮カメラを仕掛けていた貝沼に目をつける。一方、アキラは、通勤経路上にある公園で見かけた車イスの若い女性・佐羽ヒナコが、かつて少女売春組織を壊滅させた自身の仕事に巻き込まれた少女で、その際の事故で足が不自由になっていたことを知る。アキラは公園の鉄棒でリハビリするヒナコを見守るようになるが、実は彼女は宇津帆の情婦であり部下であった。
新参の部下・井崎と共に計画通り貝沼親子を嵌めて大金をせしめる宇津帆であったが、一連の出来事を通してアキラがファブルだと知る。実は、先の少女売春組織の幹部の唯一の生き残りで、実弟を殺された宇津帆は、ファブルへの復讐の機会を狙っていた。宇津帆は信頼する部下兼相棒の殺し屋・鈴木と共に準備を整えてアキラに挑む。
宇津帆の入念な計画はヨウコを捕まえることに成功し、アキラを罠を仕掛けた森の中へと誘い込ませる。他方、ヒナコは探していた両親の仇が他ならぬ宇津帆だと知り、彼の命を狙う。結局、宇津帆の罠はアキラに見切られ失敗する一方、ヒナコが仕掛けた地雷に嵌まってしまうというトラブルが起きる。アキラと鈴木が対処しようとする中、宇津帆は抵抗するフリをして鈴木に射殺されるという自殺同然の最期を遂げる。

### 真黒組の内紛と山岡との戦い
砂川は毒殺を専門とする殺し屋・二郎を雇って浜田組長を暗殺する。また、その野心を知って興味を持った「組織」の幹部・山岡の接触を受けて協力関係を築き、対立する幹部の水野を抑えて若頭となる。しかし、山岡の目的はボスが最高傑作と評したアキラと戦うことであり、子飼いの部下・アザミとユーカリを招集し、周りの被害や犠牲など気にせず、自身の「シナリオ」に沿って街に混乱をもたらしていく。
不穏な事態に勘づくアキラであったが、新たな組長となった海老原は彼の協力の申し出を断り、組長殺しの犯人探しや、組内部の策謀を解決しようとする。山岡はアキラを参戦させるべく、自身のシナリオにヨウコやミサキも巻き込んでいく。

### 第2部（The second contact）
パンデミックによって人助けの旅を続けられなくなった佐藤兄妹は太平市に帰り、アキラはミサキとの新婚生活を始める。アザミとユーカリもオクトパスを続け、平和な生活を送り、真黒組とも交流していた。
そんな折、先の内紛による真黒組の弱体を好機とみた隣の大西市に事務所を構える紅白組（くじらぐみ）の組長・松代は、海老原に抗争を仕掛ける。旧ファブルの面々が間接的に関わったことで思わぬ抵抗を受けた紅白組は、ファブルと同様に実態が不明で、古くから付き合いのある殺し屋組織「ルーマー」を雇い、攻勢を強める。海老原は抗争で重傷を負い、事後を若手幹部の鷹一に託し、争いはアキラを除く旧ファブル組とルーマーの代理抗争に至る。夜の公園の対決では数で勝るルーマーらがアザミらを追い詰めていくが、途中参戦したアキラによって戦況は逆転し、ルーマーは退けられる。
ルーマーの正体が明らかとなって組織は事実上解散され、松代は警察に自首して紅白組は解散となる。先の戦いでボスとの約束を破って人を殺してしまったアザミであったが、アキラの交渉でユーカリと共に太平市から去ることで決着する。

## 登場人物
演の項は実写映画版のキャスト。声の項はテレビアニメ版の声優。

### 主要人物
佐藤 明（さとう あきら） / ファブル
演 - 岡田准一 / 声 - 興津和幸
本作品の主人公。本名不明。
無表情で物静かな青年。作中で殺しの天才と評される殺し屋であり、6年間で71人を殺害すると共に実態は掴ませず、裏社会の人間からでさえ通称「ファブル」として都市伝説扱いされる人物。物語冒頭で組織の長と同時に育ての親でもあるボスより、「佐藤明」の偽名と身分を与えられ、1年間殺しをせず一般人として生活するよう命じられる。人を平然と殺せるが殺人に快楽を感じるわけではなく、あくまでプロとしてボスに命じられた仕事をこなす感覚で、仕事以外の無駄な殺生は好まない。基本的に淡々としているため、感情や思考が読めないが、一般人としての生活や人との関わり合いを楽しみ、恩を受けたら返そうとするなど義理固いところもある。殺し屋として活動する時は黒の目出し帽を被り、得物としてナイトホークカスタムを愛用する。
本名や詳しい出自は不明。殺しの才能を見出したボスによって物心着く前から専門訓練を受け、格闘・銃器の腕はもちろん、場所や道具を選ばず「どんな敵でも6秒以内に殺す」と言われる。基本的な身体能力も高く、怪我や傷もすぐ治るというほど治癒力も高い。山での訓練などを通して感覚も研ぎ澄まされており、視線はおろか隠しカメラにも気づくほどだが、毒見のために舌が敏感になりすぎて極度の猫舌という欠点もある。殺し屋のプロとしてのプライドも高く、プロだからこそ一般人を演じることもできるという動機付けから市井で暮らす。一般人としての生活経験がないために、焼き魚や枝豆を丸ごと食べるなど不自然な行動を取ってしまうことも多いが、単に個性的な人物だと周りからは思われている。山岡から殺しの腕を自分が8点とした場合、佐藤は10点と評される（後には測れないと訂正）。その腕前は単なる強さのみならず、同業と相対し殺し合う時でさえ、殺し屋の気配を完全に消せることにあるとしている。ただし、ボスからは監視カメラの増加など、アキラの殺人術が既に時代遅れのものになりつつあると危惧されている。また、殺す技術ゆえに本質的に誰かを守って戦うことは不得手だとし、その場合は手傷を負ってしまうことがある。
用心のために、ベッドには変わり身を置いて浴槽で丸まって寝ている。また、自宅では全裸になる、自身を切り替えるスイッチとして変顔になって額をトントン叩くなどの奇癖がある。上記の通り基本的に無表情だが、お笑い芸人のジャッカル富岡の大ファンで、彼のギャグには大笑いする。絵は下手だが独特で、田高田から味があると評され、後にオクトパスのイラストも一部担当する。次第にミサキに惹かれるようになり、最終的に結婚する（ただし、佐藤は身分を偽装しているため事実婚である）。
第二部ではコロナの大流行もあり帰郷。その後は太平市でレンタルおっちゃんとして一時間千円で生計を立てつつ、ミサキと新婚生活を送る。お互いにミーたん、アッくんと呼び合う仲となる。河上静からの仕事の依頼を発端として、真黒組と紅白組、ひいてはファブルとルーマーの戦いに巻き込まれていく。
カシラ
ボスの「ペットを飼え」という指示を受け、アキラが飼い始めたズグロシロハラインコ。名前は、色々な名前で読んでみた時に「カシラ（若頭）」で懐いたことによる。映画ではナナイロメキシコインコ（en:Jandaya_parakeet）に鳥種が変更されている。
佐藤 洋子（さとう ようこ）
演 - 木村文乃 / 声 - 沢城みゆき
アキラの仕事の相棒。本名不明。
茶髪ロングヘアの泣きぼくろが特徴的な美人。遊び慣れしたような見た目に反して天才的な瞬間記憶力を持ち、ボスの直弟子として格闘や銃器といった暗殺術にも長ける。戦闘能力もアキラには劣るが女性とは思えない程の相当な実力者である。しかし、殺しの経験はなく、殺し屋としての仕事では運転や情報などでアキラをサポートしてきた。物語冒頭にてアキラの妹という設定の「佐藤洋子」という偽名と身分を与えられ、共に大阪にやってくる。
裏社会の人間だがアキラと比較すると世間なれしており、すぐに一般人としての生活に馴染む。料理も得意とし、アキラに振る舞う。また、大の酒豪で1日家で飲んでいることも多く、のちには暇潰しのため、自分を口説きにきた男を酔い潰し、その言動を楽しむという遊びを始めるようになる。一方、殺し屋としてはベテランの殺し屋である鈴木に引けを取らない実力を持つも、殺しの経験がない分、及ばない部分もある。山岡の評価ではアキラを10点として5点でユーカリと同等とされている。アキラ自身は自分は洋子の100倍は強いとしている。
その記憶力に目をつけた組織によって10歳の時に両親を殺害され、組織に育てられたという過去を持つ。ボスや組織に対する忠誠心は高いが、親を実際に殺した山岡には深い恨みを抱く。また、親の記憶があるために、親の愛情（特に父性）に対する羨望の気持ちがあり、時折、涙ぐむことがある。
第二部ではアザミやユーカリらと共に、真黒組が用意した倉庫で寝泊まりしている。オクトパスの田高田社長に好意を抱き、プロポーズするがなかなか受け入れてもらえず困惑する。
清水 岬（しみず みさき）
演 - 山本美月 / 声 - 花澤香菜
オクトパスの社員（デザイン担当）。22歳。ヒロイン。
性格が良く可愛らしい美人。アキラの住む一軒家の近くにあるアパートで一人暮らしをしている。父が残した多額の借金を返済するため、オクトパス以外に様々なバイトを5つ掛け持ちしている。後述の経緯から街に来て間もないアキラと出会い、その後、オクトパスを紹介し、彼の同僚となる。作中の事件・出来事にメイン・サブ問わず巻き込まれるが、陰日向にアキラに助けられる。一般人として暮らすアキラに段々と好意を抱く一方で、物語終盤でアキラの正体を知るが、それも受け入れ、最終的に彼からのプロポーズを受ける。
かつて真黒組の仲介を通してグラビアアイドルや、かなり際どい着衣のイメージビデオに出演していた過去を持つ。現在はそのような仕事からは完全に引退し、距離を取っているが、このため真黒組の一部の人間に素性を知られており、元々の警戒心に欠ける気質に加え騒動に巻き込まれる一因にもなっている。
物語序盤において高橋の差し金でチンピラにアキラが襲われた現場に偶然出くわし、（演技で）鼻血と涙を流す情けない姿の彼にハンカチを差し出したところから関係が始まる。その後、仕事先を探していたアキラと再会してオクトパスを紹介し、以降、同僚として彼と日常的に接するようになる。彼の献身的な仕事ぶりや、味のある絵を田高田と共に評価して打ち解け、だんだんと好意を抱いていくが、初対面時の印象もあって凄腕の殺し屋ということにはまったく気づかない。一方で、小島編では小島からデリヘル嬢になることを強要されたり、日常では貝沼によるストーカー被害を受け、物語のメインプロットにも関わる。特に小島編では覆面をしたアキラに直接助けられるが、山岡編の終盤まで彼がアキラだと気づかずにいた。
山岡編において、アキラと戦いたい山岡によって彼らのアジトに誘拐される。その後、アキラに助けられるが、そこで初めて彼の正体を知る。しかし、彼を受け入れ、アキラもまた最後には彼女にプロポーズする。お互いにミーたん、アッくんと呼び合う仲となる。
当初はロングヘアであったが、小島編の後はバッサリ切り、以降はショートヘアになっている。

### 真黒組
大阪府の架空の市・太平市を拠点とする独立系暴力団。規模は小さいながらも、どこの広域暴力団にも属さない。戦後の混乱期から組織（ファブル）と付き合いがあり、独立を保ってこれた理由とされている。ただし、ファブルのことを知っているのは組長と若頭のみであり、さらに海老原はファブルが個人ではなく組織だとは知らなかった。
物語開始の3年前に鮫剣組と熾烈な抗争を行い、これに勝利したが有力幹部が未だ刑務所にいるなど、昔より弱体化していることが示唆されている。
映画版では「真黒カンパニー」という社名として登場し、劇中では真黒組という名前では呼ばれていない。また「ヤクザ」や「組」ではなく、「会社」や「組織」といった呼び方に置き換えられている。
浜田 広志（はまだ ひろし）
演 - 光石研 / 声 - 石井康嗣
真黒組四代目組長。
組織の長として落ち着いた人物。 既婚者だが情人が2人いる。2年ほど前に組長を襲名した。組織同士の縁から、ボスに依頼されてアキラと洋子を自身の遠い親戚として受け入れる。物語冒頭ではどんな人物が来るのかと海老原と組長室で待ち受けるが、現れたアキラの様子に拍子抜けする。しかしながら、代々の組長が受け継いできた組の宝物であるルガーP08を修復してもらうなど、佐藤兄妹には好感を持ち、後に初夢で二人が一般人としてこの街で平穏な生活を続けているのを見たと腹心の海老原に語る。
山岡編において砂川の依頼を受けた二郎によって食事にアルコールと反応する毒を仕込まれ、その直後に訪れた情人宅で酒を飲んだことで体調が急変して死亡する。
映画版での肩書きは、真黒カンパニーの会長。
海老原 剛士（えびはら たけし）
演 - 安田顕 / 声 - 大塚明夫
真黒組若頭。後に五代目組長。
大柄な体格に強面の中年男性。前科5犯の武闘派で人を殺すことも躊躇しない。ヤクザには厳しい現代の風潮に順応しながらも昔気質のヤクザとしての筋目や人情を重視し、カタギとの境を守り、法でカバーできない悪党から街を守っているという自負がある等、裏社会の人間であるが常識人である。事務所の繋がりからミサキの来歴を知っているが、その真面目でひたむきな性格を気に入っており、自身の手の届く範囲で闇社会から遠ざけようとしていたり、彼女が店を開いたら匿名で祝花を贈るつもりでいる。後述の通り、当初はアキラを誤解して街から追い出そうとするが、後に彼の本性を知って和解し、むしろ好感を抱いて時に頼るようになる。組では浜田以外にファブルおよび組との関係を以前から知っていた唯一の人物。使用する銃器としてリボルバー（レンコン）の「S&W M36」を好む。
プライベートでは料理を趣味とし、出汁に利尻産の昆布を使うといったこだわりを見せたり、舎弟に手料理を振る舞う。また「ハコスカGT改」を愛車とし、小島の一件解決後は感謝の印としてこれをアキラに引き渡す。宇津帆編では山道で損傷したハコスカを返して貰おうとするが、黒塩の手違いでそれを修理ではなくスクラップ処分されてしまい、激怒して黒塩の顔面を殴りつける。
物語初期においてアキラを人を平然と殺せる危険人物で、街に問題をもたらすとみなし、独断で監視や、あわよくば街からの追い出しを図る。しかし、無駄な殺生はせず、彼なりの命に対する倫理観があるとわかると、一転してアキラを気に入るようになり、一般人として暮らすなら仕事をすべきなどの助言を行う。直後の小島の出所および自身の心筋梗塞による入院に端を発する一連の騒動では病の床から不穏な事態に感づき、アキラに協力を求める。それによってボスに警告を与えられつつも、アキラには決して殺しはさせず、最終的に自分が小島を殺害し、事態を収拾させる。
山岡編の前半において浜田が暗殺され（表向き病死）、自動的に組長となる。アキラの助言で、これが何者かによる暗殺だと確信すると犯人探しに躍起になるが、彼の協力の申し出には一般人として生活して欲しいと断る。突然、組織の長になったことの動揺や、自分が後手に回っていることの不甲斐なさを時折吐露しながらも事態の収拾に奔走し、最終的には自らを囮にしてアキラと山岡の最終対決の場に臨席する。そして最後は組長の証でもあるルガーで山岡を射殺する。直後に現れたボスより五代目と認められ、互いに組織の長として先の先を読むことの重要性を説かれる。そして旅立つ佐藤兄妹に対し、浜田が二人が一般人として太平市で普通に生活している初夢をみていたことを伝え、見送る。
第2部では紅白組に抗争を仕掛けられ、警戒を強めるようクロやアザミ、ユーカリらに指示する。自身もまたルーマーの男に自宅に侵入されて命を狙われ、玉砕覚悟で隠し持っていた手榴弾で自爆し、重傷を負う。動けない間の組長代行に鷹一を指名し、真黒組と紅白組の抗争に備えるよう忠告する。
映画版での肩書きは、真黒カンパニーの社長。
黒塩 遼（くろしお りょう） / クロ
演 - 井之脇海 / 声 - 岩崎諒太
真黒組の若手中堅組員。30歳の中卒で地元では最強と言われていたヤンキー上がり。海老原の舎弟。
前髪・襟足が長い金髪の青年。海老原から目を掛けられている若手の有望株。裏社会の人間として実績を残したいという願望を持ち、後述の経緯からアキラがファブルと呼ばれる伝説的な暗殺者と知ると心酔し、殺し屋を志して弟子入りを志願したりするようになる。ただし、海老原やアキラなどからはその才能はないと窘められ、殺し屋に憧れていることを危惧されている。
物語序盤、海老原がアキラの本性を見極める一件に巻き込まれたことで、彼の正体がファブルと呼ばれる伝説的な殺し屋と知る。専業の殺し屋という存在自体を架空のものと思っていたために強い衝撃を受けてアキラに心酔し、一方的に慕うようになる。アキラの真似をして橋から飛び降りて右足を骨折したり、弟子入り志願して山籠りに付き従うなど、物語を通してややコミカルに佐藤兄妹と関わる。山籠りのエピソードでアキラに前髪を中途半端に切られたことで以降はアキラの髪型に似た短めの角刈りになる。時にアキラをサポートし、彼との経験が活かされる場面もある。
山岡編ではファブルを知る者として海老原やアキラの手足となって動く。しかし、砂川と水野の死体を埋めに行くところで山岡の襲撃を受け、ユーカリの機転で死は免れるも、負傷し前線から退場する。最終回では佐藤兄妹が旅立った後、カシラを引き取って彼が去った組の住宅に引っ越しし、浴槽で寝て室内では素っ裸で過ごすなど、アキラをリスペクトし続ける。
第二部でも引き続き真黒組の中堅として活動し、紅白組との抗争などにも主体的に関わる。そしてアキラとの再会を何よりも喜ぶ。海老原や鷹一の考えやファブルの在り方も自分なりに理解を示し、鷹一からは信頼できる部下の一人として扱われている。
高橋 勝也（たかはし かつや）
声 - 三野雄大
真黒組の新人組員（2年目）。海老原の舎弟。
まだチンピラといった風体の青年。海老原や小島から「ゆとり」と揶揄されるなど、基本的には頼りなく、コミカルな一面が目立つものの、組の構成員であることには強い自負を持ち、忠誠心は高い。またヨウコに一目惚れし、アタックするが、彼女からおもちゃ同然に扱われて楽しまれている。
物語初期において海老原の命令を受け、佐藤兄妹が凄腕の殺し屋だと知らず彼らの監視任務にあたる。ところが海老原の配慮を勘違いして、独断でアキラを街から追い出すために知り合いのチンピラを雇って襲撃させるなどの一件を引き起こす（アキラが一般人の振りをしたり、衝突を避けたため大事に至らず）。その後、海老原が心筋梗塞で入院すると、一時的に小島の舎弟となって彼のデリヘル開業計画に半ば強引に付き従わされる。しかし、殺人を間接的に経験するなど、彼から度胸をつけて貰う形になり、一皮剥ける。
山岡編では終盤に登場し、砂川らも殺される異常事態の中で、組への忠誠心から自分を使って欲しいと海老原に頼み込み、信頼される。ただ、そこでファブルのことや佐藤兄妹の正体を教えられ、過去のことを思い出して激しく動揺する。そしてアキラと山岡の最終対決では前もって海老原の命令で現場に潜み、勝負の決着に貢献する。
小島 賢治（こじま けんじ）
演 - 柳楽優弥 / 声 - 津田健次郎
海老原の弟分。小島編の主要人物。
左の顎から頬にかけて切り傷がある強面の中年男性。かつて一般女性を殺害し、15年間服役していた。非常に好戦的な武闘派で、時代の変化を理解しつつも、なお昔通りに暴力で解決しようとし、自身の利益のためにカタギにも平気で手を出す問題人物。「殺人とセックスは同じ」が持論で躊躇なく人を殺せるが、実は刑務所に入る原因となった女性絞殺事件でEDとなり、性欲のはけ口を暴力に転嫁していただけだと海老原には見抜かれている。
物語序盤において15年の務めを終えて出所する。直後に目付役の海老原が心筋梗塞で倒れたことを好機として、組幹部の砂川のシノギと被るために海老原が反対していたデリヘルの開業を推し進める。高橋を舎弟として、砂川の舎弟殺しやミサキを店の看板嬢にすべく強引な勧誘を行い、田高田襲撃などを引き起こす。そしてミサキを貸し出すことで砂川と手打ちしようと企てるが、実際には砂川に命を狙われているとは気づかず、彼が所有する工場で会談を行う。海老原の頼みを受けたアキラの介入で、フードによる暗殺を回避すると共に身柄を拉致され、海老原の前に引き立てられる。そして優しく諭されて今までの経緯を白状して安心したところを、砂川への落とし前として海老原に背後から射殺される。
映画版ではエキセントリックで猟奇的な性格となっている。
砂川 宗一（すながわ そういち）
演 - 向井理 / 声 - 髙橋耕次郎
真黒組幹部。
前頭部が禿げ上がり、左目に切り傷を持った強面の男。風俗業をシノギとして組一番の稼ぎを誇り、次期若頭候補の一人として認められる実力者。組内では風俗業の利権を巡り同輩の水野と対立している。最終的には組を乗っ取る野心を持ち、「ファブル」の存在を知った後は、それを利用してのライバルの紅白組の吸収や中国進出といった組の拡大化計画を立てていた。
物語前半、出所した馴染みの小島に抗争を仕掛けられ、シノギを任せていた舎弟を殺害された上、彼が所持していた金品や業務情報を奪われるという被害を受ける。犯人が小島だとすぐに気づくが、確証がなければ報復を認めないという浜田の命令に従い、付き合いの長い殺し屋フードを雇い、証拠の確保と共に小島の暗殺を企てる。結局、これは海老原の意向を受けたアキラの介入で失敗するものの、ここで初めて「ファブル」の存在を知り興味を持つ。
物語後半では、実際には山岡に操られる形で彼と協力関係を築き、浜田の暗殺、若頭就任と順調に駒を進めていく。ところがアキラに敗れて逃げてきた山岡を口封じのため殺そうとしたところを返り討ちに遭い死亡する。
映画版では、真黒カンパニーの専務という肩書き。原作よりはやや冷静だがヤクザらしく怖い、髪も禿げていない、年齢も若いなど、設定が違っている。
デリヘル社長
演 - 加藤虎ノ介 / 声 - 高塚正也
名前不明。元真黒組組員。砂川の舎弟でデリヘルの社長。
砂川配下の風俗業を管理している中年男性。15年前、後輩の小島からデリヘル開業資金として300万円を借り受けるも、その後、彼が刑務所に入ったために返済していなかった。このため、出所後の小島に襲われ、金品を強奪されて射殺される。この殺人は砂川から風俗業を奪うという目的もあり、組内の内紛を招くことになる。
映画版での役名は「風間」、テレビアニメ版でのクレジットは「センパイ」。
水野 浩二（みずの こうじ）
真黒組幹部。
風俗関連のシノギを持つ中年男性。性欲旺盛で毎月乱交パーティーを開催しており、また女装プレイを好む変態。シノギが被る砂川と対立していたが、浜田組長の死を受けての新若頭の選択には山岡に脅迫されて砂川の就任を認める。以降、山岡に操られる形となり、砂川殺害直後の山岡に半ば強制的に付き従えられた後、射殺される。根っからのコスプレ好きで、射殺された時にもダウンコートの下にメイド服を着用していた。
乱交パーティーで使用していた街中の倉庫は山岡に脅迫された際に彼らの拠点となり、アキラと山岡の最初の対決や、最終決戦の場になる。また第2部でも引き続きアザミらが使用している。
砂川の舎弟
演 - 粟島瑞丸 / 声 - 大隈健太
名前不明。
坊主頭で高橋と同期という青年組員。砂川の舎弟として彼に忠実に付き従い、新人組員だが高橋よりは落ち着いており度胸がある。砂川と小島の会談において小島が手土産として持ってきたミサキを風俗業の「研修」として犯す役目を指示され、彼女を裸にして本番に入ろうというところで部屋に侵入したアキラによって背後から一撃で昏倒させられる。
騒動後、意識を覚醒し始めたところで砂川に射殺される（フードは後の親殺しの計画を知っていたための口封じと推測している）。
映画版での役名は「松沢」。
鷹一 真造（たかいち しんぞう）
真黒組の若手幹部。33歳。第2部の登場人物。
昔気質の一匹狼で「白黒ハッキリしてる分敵も多い」と評される青年。欠点も多いことが示唆されているが戦いにおける指揮者として頼もしいと黒塩や高橋から見なされている。戦線からの長期離脱を余儀なくされた海老原によって組長代行を任される。自他共に認める武闘派だが、アザミとユーカリには軽くあしらわれる。
真黒組と紅白組の抗争に、ファブルを巻き込まないように画策するが、結果としてファブル対ルーマーの戦いは避けられない状況となってしまう。それでも、抗争に備えて大西公園周囲に組員を配備して迅速な対応が出来るようにするなど、海老原の「先の先を見る」教えを彼なりに考えながら、アキラたちをサポートする。
木志田 多郎（きしだ たろう）
真黒組の中堅幹部。41歳。第2部の登場人物。
決断力がなく器以上のものを欲しがるプライドの高い男と評される中年男性。大卒のインテリ。
末端の構成員の話も聞くと自ら吹聴しているが、その自己保身の軽薄さは黒塩や高橋からも見透かされている。海老原不在時の代行候補の一人であったが、鷹一が選ばれたことに癇癪を起こし、松代に内通して裏切りを画策する。本部長の命を狙っている最中に松代が警察に自首してしまい、鷹一にも全てを見透かされていたことを知って覚悟を決めるが、彼の執り成しもあり改めて真黒組に復帰する。
本部長
名前不明。第2部の登場人物。
思慮深い中年男性。若頭不在の海老原体制の中で、海老原の身に何かあった場合に託された封筒の開封を任される。また高橋を通して黒塩に木志田に注意しろと警告する。
土屋 ゲン（つちや ゲン）
真黒組子飼いのフリーの殺し屋。第2部の登場人物。
海老原の昔なじみというやさぐれた中年男。フリーの殺し屋を自称するが、元はただの鉄砲玉であり、プロ意識はなく、出所後に前の組が潰れていたために旧知の海老原に拾われたという経緯がある。実際のところ組の危機を早期発見するための「弾除け」で海老原からは特に期待されておらず、その目的通りにルーマーの男に殺される。

### 有限会社オクトパス
社長の田高田の自宅でもあるアパートの一室を事務所とする小さなデザイン会社。社名の由来は、田高田のタコに引っ掛けたものと示唆されている。
物語後半では一戸建てに引っ越したが、2部では売上が落ちたとして再度引っ越しを行っている。
田高田 健二郎（たこうだ けんじろう）
演 - 佐藤二朗 / 声 - 大西健晴
オクトパスの社長。54歳。
面倒見の良い独身の中年男。社員のミサキが連れてきた変人のアキラをオクトパスに雇うことを決め、後述のようにアキラを気に入って身内同然の扱いをするようになる。ミサキと共にアキラの日常生活パートにおける主要人物であり、メインのストーリーラインにもしばしば間接的に関わる。大の酒好き。離婚経験があるが子供はいない。
アキラの採用に関して最初は情けを掛けてのものであったが、時給800円でも仕事を真摯にこなす姿や、普段の素朴で天然ボケな反応を見て気に入るようになる。試しでアキラに描かせたイラストも下手だが味があるとして気に入り、最終的には時給を1100円にまで上げる。宇津帆編では、アキラがミサキを襲おうとした貝沼を妨害するところを目撃し、彼が実は格闘家だが訳あって暴力を封印したと勘違いしている。ミサキの様子からアキラを好いていることに気づくと、2人がくっつくように仕向けるようになるが、肝心のアキラが彼女のことをどう思っているのかわからず困惑することも多い。また、クリスマスに佐藤宅で佐藤兄妹と飲んだ際、洋子に酔い潰されるが、寝落ちのフリをした彼女に男として手を出さず、ベッドに運んで寝かせたことで、親の愛情に飢える洋子に父性を感じさせ、好かれるようになる。
清水 岬（しみず みさき）
オクトパスの社員（デザイン担当）。22歳。ヒロイン。
→#主要人物
貝沼 悦司（かいぬま えつじ）
演 - 好井まさお / 声 - 朝比奈拓見
オクトパスのデザイン担当。23歳。恋愛経験ゼロである。宇津帆編の主要人物。
陰気な雰囲気を持つ青年。裕福なシングルマザーの家庭で過保護に育てられたという来歴を持つ。このため謎の万能感による根拠のない自信を持ち、現実と自己評価が矛盾した屈折した生活を送る。また、同僚のミサキに想いを寄せているが、正面からアプローチすることができず、徐々に後述の様に暴走していく。
メインの登場は宇津帆編だが、それ以前からアキラおよびミサキの同僚として作中に登場し、ミサキの家の鍵を盗んで侵入、盗撮カメラを仕掛けるなどストーカー行為をエスカレートさせていく。その盗撮情報からミサキがかなり際どいイメージビデオの女優をしていた過去などを知り、それを購入するなどして妄想を膨らませ、自慰にふけるようになる。一方で、アキラがミサキとの仲を進展させたり出世していくことに嫉妬し、彼を襲おうとするが、アキラも意図していないうちに失敗に終わる。
宇津帆編において、宇津帆の次の標的となり、すぐにミサキへの盗撮などのストーカー行為や、未遂に終わった強姦計画などに気づかれてしまう。そしてこれを母親の前で暴露され、芸能プロダクションの代表を装った井崎に和解金の名目で6000万円を騙し取られる。その上で精神が壊れてしまい、逆恨みでミサキを殺害しようとするがアキラに防止された上、直後にさらに金を搾り取ろうとする宇津帆らに誘拐される（失踪を装って殺害した後、興信所として母親から探索依頼を受けて費用を架空計上する手法）。そして山中に連れて行かれるが、逃げ出したところを崖から転落して死亡するという自業自得な最期を迎える。なおその遺体は後日、増水した川に流されて発見される。

### 組織（ファブル）
古くから闇社会で活動する殺し屋組織。アキラが「ファブル」の通称で呼ばれることが多いが、もともと「ファブル（寓話）」は組織の呼び名である。また、これは外部からのあだ名であり、当人たちが名乗っているわけではない（構成員たちは自分たちの集まりを単に「組織」と呼び、むしろ「ファブル」という呼び名を嫌っている）。少なくとも作中に登場した構成員たち全員が凄腕の殺し屋であり、仕事のサポート役ですら、ベテランの殺し屋並か以上の能力を持つ。加えて、生体に埋め込むマイクロ盗聴器など、未だ世間に出回っていないハイテク技術も所有している。組織の長であるボスの命令は絶対であり、構成員たちの忠誠心は高い。裏社会でそれなりの地位にいる者でも、ほとんどの者は存在すら知らず、かろうじて「ファブル」の名を知っている者もほとんどは都市伝説だと思っている。また、構成員たちにも組織構造は知らされておらず、知らない仲間も多い。
かつては様々な組織や人から仕事を請け負っていたが、ボスの方針で、既に自分たちのやり方は古いとして縮小傾向にあり、現在は古くから付き合いのある6つの組織または個人からのみ仕事を受けているという（ただし、報酬が破格のために収入面は問題ない）。ただ、山岡のように海外需要を見込んで、直属の部下を中国に派遣している例もある。
ボス
演 - 佐藤浩市 / 声 - 小村哲生
本名不明。組織の長かつアキラと洋子の師匠。
威厳のある強面の中年男性。自らも凄腕の殺し屋であると同時に組織の長として冷静冷徹な人物であり、変化する時代では先の先まで考えなければならないを持論とする。ハイテク技術にも精通する一方で、自分やアキラのような殺し屋が時代遅れとも痛感している。基本的には組織の構成と共にボス自体も謎多き人物であり、表向きは埼玉県某所で整体院を営むが、それすら長い付き合いのある幹部の山岡が、作中時間軸で初めて知った程度のものであった。一方で、アキラのLINEにジャッカル富岡のスタンプや、彼の出演情報を伝えるなど茶目っ気のある態度を見せることもある。
物語冒頭において、最近仕事が多かったために組織がバレる可能性があるとして、直弟子のアキラと洋子に1年間の殺しを禁じた潜伏生活を命じた物語の発端の人物。しかし、その本意は上記の通り、もはや時代遅れになりつつあるアキラの殺しのスキルを1年掛けて落とし、裏稼業から足を洗わせるというものであった。密かに仕掛けたマイクロ盗聴器によって事態を把握しつつも、基本は不干渉を貫く。しかし、小島の一件では入院中の海老原がアキラを頼った際に、彼の病室に現れて一般人としての生活を乱さないよう警告する。
山岡編では山岡の暴走や狙いを把握し、アザミに山岡を殺すよう命令する。しかし、アザミが生け捕りに拘って失敗したこと、アキラが盗聴器に気づいたことで、アキラに山岡殺しを命じる。アキラと山岡の最終対決には、密かにキャンピングカーで現場まで来ており、山岡を殺さない選択をしたアキラを「合格」と褒めて、潜伏命令の真意を明かし、組織を抜けることを認め、今後はスキルを生かした人助けをするよう諭す。またアキラの頼みとして同様に洋子、アザミ、ユーカリの足抜けも命じる。同時に海老原を五代目と呼んで組長として認め、互いに組織の長として先を読むことの重要性を説く。
第2部では終盤に再登場し、ルーマーは数年前にファブルに乗っ取られ、自身が事実上のボスであったことや間接的に今回の事態を把握していたことを明かす。元は行動方針が全く違う2種類の組織を抱えることでどちらが優れているか判断するためであったが、最終的にはどちらも時代に合わないと切り捨てている。抗争の終結後は後始末として、自殺を仕向ける音波を発する携帯電話でルーマーの生存メンバーを全員殺害する。
山岡
本名不明（山岡は偽名）。組織の幹部。元殺し屋の殺し屋。第1部の最終的な敵役。
飄々とした中年男性。かつて組織で殺し屋の殺し屋をしていた実力者で、脳の扁桃体の障害で恐怖を感じることができないがゆえに、ボスに物怖じせずモノが言える数少ない人物。恐怖という感情がないがゆえに生きているという実感がなく、好奇心を唯一の動機として行動する。このため人の気持ちを理解することもできない。かつて洋子を組織に入れるために彼女の両親を殺害した男でもあり、作中では彼女から親の仇として狙われる。
上記の行動原理から敵対する人間のみならず、味方や無関係の人間、時には自身の死をも含めたうえで、好奇心が満たされるような劇的な殺人の計画を描く。特に死に様を重要視しており、殺す相手の最期の言葉を聞きたがるほか、絶命までの僅かな時間を感じて欲しいと、頭を撃って殺すことは避ける。命を弄ぶ残虐な人物である一方、約束したことは守るとして二郎やマツの引退を快く認め、アザミやユーカリからは親同然に慕われるなど、義理堅い一面もある。また、話し相手が立っていることを嫌う妙な癖があり、自分が座ったり寝っ転がったりしている状況では、立ち話をする相手に対して、しばしば「アンタが立っていると俺がエラそうにしているみたいだろ」と相手にも座るよう促す。
どうせ死ぬなら強者の手に掛かり、その者の記憶に残りたいという願望を持ち、ボスや、彼が最高傑作と評するアキラに殺されたいと願うようになる。そんな折、手下のマツを通して砂川が親殺しを企んでいると知り、真黒組の内紛劇に介入してアキラと戦うことを決める。子飼いのアザミやユーカリを中国から引き上げさせ、上記の通り、関わる人間すべてをコントロールして劇的な演出をしようとするが、結局、アキラの不意の登場や、アザミの裏切りで計画が狂い、一時逃亡を余儀なくされる。しかし、アキラが想像以上であったことにむしろ喜びを感じ、逃亡しながら砂川や水野らを殺して海老原やアキラたちを挑発していく。そして山岡を守りたいアザミ、ユーカリと共にアキラを待ち受け決戦を挑むが完敗する。最期はアキラではなく同席していた海老原に撃たれたことに悪態を付きながら絶命する。
第2部では直接登場しないが、数年前に殺し屋の殺し屋としてルーマーのトップを暗殺し、組織を乗っ取っていたことが明かされる。
アザミ / 浅見 進（あさみ すすむ）
本名不明。組織の殺し屋で、山岡の子飼いの部下。山岡編の主要人物。
坊主頭に大柄な体格の若い男。普段は伊達メガネを掛ける。山岡から自分と五分と評されるほど殺し屋として高い能力を持ち、人当たりの良い空気を出したり、演技で涙を流すなど擬態能力にも長ける。アキラと共通する部分も多く、下手だが味のある絵やプライベートではジャッカル富岡で爆笑するなど、田高田からアキラとよく似ていると評される。アザミという名は太平市に着任するにあたって山岡から与えられた名前で花言葉は「触れてはいけない」。のち、オクトパス入社にあたっては浅見進と名乗る。
ユーカリと共に中国で仕事をしていたが、山岡編において山岡に呼び出され、所用で一足遅れて太平市入りする（水野脅迫で倉庫を手に入れた直後）。以降、山岡に従うが、実はボスより裏切った山岡を殺すよう命令を受けていた。しかし、山岡への恩義から生きて拘束しようとし、策を練る。アキラとの最初の対決では互いに読唇術を使って、山岡に気づかれないよう意思疎通し、戦う振りをして油断した山岡を捕まえようとするが失敗して逃げられる。その後は、山岡が関係者を皆殺しにするという目算から、田高田の護衛のため、アキラの知り合いの浅見と名乗ってオクトパスに入社する（貝沼の後任扱いで護衛目的のため配達はしない）。ボスの命令で山岡殺しの任がアキラに移ると、山岡を守るために、ユーカリと共に山岡につく決心をし、倉庫のアジトでアキラを待ち構える。個人ではアキラには敵わずとも3人なら勝てると踏むが、結局はまったく歯が立たず、最後は海老原に山岡を殺され、敗北を認める。その後はボスの命令でユーカリと共に組織をやめることになり、そのままオクトパスに在籍し、かつてのアキラのように一般人としての生活を満喫する。
第2部では倉庫のアジトを住居として、ユーカリ・クロと共同生活を送り、真黒組と紅白組の抗争に関与することになる。アキラと同じくレンタルおっちゃんに登録している。ルーマーが雇った殺し屋に襲われて負傷したユーカリを助けるため、単身で大西公園へと乗り込み、後にアキラたちと合流する。この時、リボルバーの男を殺害してしまったため、ボスがかつて指示した不殺の命令を破ることになり、ペナルティとしてユーカリ共々街を離れることになる。
ユーカリ / 由狩 忍（ゆうかり しのぶ）
本名不明。組織の殺し屋で、山岡の子飼いの部下。山岡編の登場人物。
ドレッドヘアの厳つい顔の青年。組織ではアザミのパートナーで、洋子と同じく記憶力に長ける。殺し屋としての実力は、山岡から自分とアザミを8点として、洋子と同じ5点と評されており、並のヤクザ程度が相手なら楽に殺せる。山岡を親同然に慕っており、彼の悪趣味な命令も躊躇なくこなし、悪辣な人間に対しては同じようにいたぶるなど残酷な一面も持つ。一方で道義心も持ち合わせており、洋子が山岡を殺す場合は親の仇討ちだから自分は手を出さないと決め、二郎の情報を洋子に渡すよう山岡に交渉する。一連の出来事を通して洋子とは互いに相手を弟/妹と思うほど意気投合する。ユーカリという名は太平市に着任するにあたって山岡から与えられた名前で花言葉は「記憶」。
中国にアザミと共に派遣されていたが、山岡編において山岡に呼び出され、以降、行動を共にする。水野の倉庫を襲撃したり、山岡の暇潰しに乗ってスズムシをいたぶって楽しむ。アキラを誘い出すため、スズムシと一緒にミサキを誘拐した際、一般人に擬態したアキラの正体に気づかず、倉庫に連行する。その後、正体を現したアキラには手も足も出ず完封され、無力化される。アザミが受けていたボスの山岡殺しの命令を知ると、ボスの命令の方が絶対として山岡から離反し、アキラ側に着く。砂川らの死体を埋めに来たマツらを、山岡が急襲した際には、仲間を守るために山岡側に寝返ったフリをし、マツや黒塩を助ける。その後、アキラがボスから山岡殺しの命令を受けると、アザミと共に山岡を守ることを決意し、3人で彼を迎え撃つことを決める。しかし、アキラには勝てず絞め落とされ、山岡も海老原に殺されてしまう。その後、アキラのボスとの交渉により、アザミと共に組織を抜けることになり、辞めるアキラに代わって配達係としてオクトパスに入社し、一般生活を送ることになる。
第2部では上述の通りアザミ・クロと共同生活を送っている。人間性が成長しており、洋子から預けられたハムスターの死を悼んだほか、レンタルおっちゃんでの初仕事では客からの変態的な要求にも黙って従う忍耐強さを得ている。ルーマーとの抗争に突入してからは、レンタルおっちゃんの依頼人に扮した2人組の殺し屋と戦いになり、隙を突かれて負傷してしまう。公園内に潜伏するも絶体絶命の窮地に陥るが、ルーマー側の殺し屋として参加していた佐々木や、合流したヨウコ、アザミらによって救出される。抗争の後は、ボスの命令でアザミ共々街を去ることになる。

### 宇津帆一派
宇津帆 玲（うつぼ れい）
演 - 堤真一 / 声 - 藤真秀
太平興信所の経営者。本名は川平浩一。宇津帆編の主要人物。
表向きは子供のために公園の危険箇所の是正などに取り組む、人当たりの良い好人物である中年男性。だが裏の顔は金のために詐欺・脅迫・誘拐・殺人を平然と行う悪党。表の顔で、裕福かつ子供に過保護な家庭の情報を収集・追跡し、成人後にその子の弱みを握って親から大金を取ると同時に、さらに誘拐・殺人で失踪させ、興信所として調査依頼を受けてさらに金を絞り取るというビジネス（「ニワトリビジネス」）を確立していた。また大金を取る際もあくまで自身は善人というスタンスで相手に接し、むしろ相手の信頼を得るなど狡猾。
4年前は家出少女などを強制的に売春させる少女売春組織の幹部を務めていたが、恨みを買いすぎてファブル（アキラ）が送り込まれ、実弟を含む自分以外の幹部が皆殺しにされ、壊滅させられたという過去を持つ。その後、宇津帆と名を変えて身を隠し、組織壊滅から1年後にヒナコを引き取って今の状態を築く。一方ではファブルに対する復讐の機会を虎視眈々と狙い、ファブルと繋がりがあると見られた真黒組のある大平市に居を構え、元組員の井崎を雇うなどして正体を探っていた。
宇津帆編において貝沼を次の標的に定めたことでアキラと関わることになる。対面したアキラからは4年前の標的であった川平だと気づかれるが、宇津帆自身はその時点でアキラの正体に気づかずやり過ごす。貝沼の誘拐に際してアキラの正体がファブルだと気づき、信頼する鈴木と共に計画と準備を練り、佐藤兄妹に戦いを挑む。洋子を捕らえるなどしたが、結局はヒナコの想定外の動きによって計画が狂い、制圧されてしまう。最期は隠し持っていた手榴弾を故意に安全ピンを抜かないまま投げつけることで、鈴木に射殺されるという自殺同然の死を選ぶ。
鈴木 ヒロシ / 佐々木
演 - 安藤政信 / 声 - 子安武人
本名不明（鈴木は偽名）。宇津帆に雇われている殺し屋。宇津帆編の主要人物。
外見は20代前半の不良青年風の男。実は20年は裏の仕事をしている40近いベテランの殺し屋であり、整形で容姿を変えている。経験豊富で冷酷な殺し屋である一方、無益な殺生は好まず、同僚のヒナコにも役割以上に親身に接する。一目で洋子に人殺しの経験がないことを見抜くなど実力は高く、プロの殺し屋として高い自負心を持つ。仕事の得物としてハッシュパピー（Mk.22 Mod0）を愛用するが、護身用にデリンジャーも所持する。宇津帆の部下として彼の「ニワトリビジネス」の実務部分を担う。宇津帆との関係を専属雇用の相棒と表現し、互いに人柄は信用していないが、実務能力は認め合う仲。また、宇津帆編の出来事を通して洋子のことを気に入る。
宇津帆編においてアキラと出会い、彼がファブルと知って興味を持つ。ところがアキラどころか洋子に制圧され、そこへ帰宅したアキラにはまったく殺し屋として相手にされずに解放されたことで、プライドを痛く傷つけられる。宇津帆の覚悟を確認した上で、共にアキラを殺すことを決めて計画を練り、経験値の差で洋子の拘束に成功する。ところがヒナコの想定外の動きによって計画が狂ったために宇津帆に中止を要求し、最終的にはアキラと協力してヒナコを救出する。また、抵抗した宇津帆を咄嗟に射殺するが、敬意を持って遺体を葬る。その後、後始末として黒塩に協力を求めて井崎を射殺し、ヒナコが書いたアキラへの感謝の手紙を届けさせる。
山岡編の最終盤で再登場し、マツの依頼と洋子がいると知って京都での二郎探しを手伝う。実はそれまでマツの依頼で彼の娘を密かに警護していたという。二郎を射殺してしまった帰りに、それを行ったデリンジャーを洋子に託し、改めて人を殺す経験をしないで欲しいという想いを伝える。
第二部ではルーマーの男に召集された殺し屋の一人「佐々木」として登場する。その目的は洋子を守るためであり、負傷したユーカリに武器と通信手段を与えて救助し、アキラたちの戦いに加勢する。
佐羽 ヒナコ（さば ヒナコ）
演 - 平手友梨奈 / 声 - 安済知佳
宇津帆の部下で同居人。宇津帆編の主要人物。
車イスの20歳前後の美人。宇津帆の興信所で秘書的な業務を行うと同時に、宇津帆が自分を好人物と見せるためのカモフラージュとして使われている。また嫌々ながら宇津帆の性欲処理の相手もさせられているが、両親を殺した相手を探すために、あえて彼の悪事を知りながら従っている（ただし、宇津帆の裏仕事には関わっておらず、宇津帆自身も関わらせる気はない）。
4年前の16歳の時に、家出中に少女売春組織に捕まり、売春を強要されそうになったところを、売春組織の幹部暗殺の依頼を受けたアキラの仕事に巻き込まれたという過去を持つ。結果として売春組織は壊滅して助かるが、その際の事故で両足が不自由になる（ただし、既に足は治っており、あとはリハビリ次第であった）。さらに後日、売春組織幹部の暗殺と同じ手口で両親が自宅で惨殺される。
宇津帆編において公園の鉄棒を使って立つ練習をしていたところ、偶然通りかかったアキラと出会い、最終的に助言を受け、彼に親近感を持つようになる（アキラは4年前の少女だと気付き気にかけていた）。その後、貝沼の一件が佳境に達したところで、アキラとの関係が利用できると考えた宇津帆から、彼の正体がファブルと呼ばれる殺し屋で売春組織幹部や両親を殺した相手だと教えられる。表向き宇津帆に従う様子を見せるが、実はその際の会話で宇津帆が両親殺しの真犯人だと気づき、後に拳銃を渡された際に宇津帆を撃つ。さらに復讐心によって車イスから立ち上がり、宇津帆にとどめを刺そうとするが彼が仕掛けていた対人地雷を誤って踏む。最終的にはアキラと鈴木によって救出され、アキラに感謝の手紙を書いて新たな道を歩むことを決意する（宇津帆の裏稼業は知られないまま、表仕事のトラブルで事務所が爆破され井崎と共に行方不明になり、ヒナコは偶然不在で助かったということになる）。その後も鈴木とはやり取りを行っているようで室内であれば歩けるようになったという。
井崎 ツトム（いさき ツトム）
演 - 黒瀬純 / 声 - 金光祥浩
宇津帆の新参の部下。元真黒組組員。宇津帆編の登場人物。
見た目はカタギに見える壮年の男。かつては真黒組の組員で黒塩とほぼ同期の兄弟分であったが、3年前の鮫剣組との抗争の際に、抗争とは無関係の喧嘩騒ぎを起こして逮捕され、抗争終結後に釈放されて、組に居づらくなり出奔したという過去を持つ（抗争から逃げるためにわざと逮捕されたことが示唆される）。
宇津帆に雇われたことで3年ぶりに街に戻り、彼の犯罪に加担する。貝沼の一件では決定的な役割をいくつも果たし、最終的に拉致した彼の殺害と遺体隠匿をすべく、車に乗せて山中に向かう。ところが目を離した隙に逃げられた上、貝沼は崖から転落して死んでしまう。さらにその死体を回収しようとせず、後日の遺体の露見につながってしまう。
宇津帆とアキラの戦いには、宇津帆・鈴木から信用できないとして参加せずに終わるが、遺体露見から旧知の黒塩に頼んで再び逃げ出そうとする。宇津帆の戦いの決着後に後始末として鈴木から「逃げ癖のある奴は後に目障りになる」として射殺される。

### 紅白組（くじらぐみ）
第2部より登場する真黒組の敵対組織。太平市の隣にある大西市を拠点とし、元は真黒組と同様の独立系暴力団であったが、第1部開始の数年前に大手暴力団の傘下となる。互いのシマを狙い合っているが、同時にファブルとルーマーの存在を互いに感じ取っており、長く冷戦状態にあった。第2部にて、真黒組の有力幹部である砂川と水野の失踪と、組がファブルと手切れたという噂を聞きつけ、本格的に抗争を仕掛ける。
松代 博文（まつだい ひろふみ）
紅白組組長。
海老原から詐欺師やペテン師などと評される中年男。口を「パッ」と鳴らす癖がある。かねてより木志田に裏切りを唆すなど、手練手管に長ける。真黒組の弱体化を見て最初は川萩を使い、その失敗後はルーマーを使って真黒組に抗争を仕掛ける。失敗した部下たちに容赦がなく、側近の加納すらルーマーに殺させてしまう。洋子を気に入り、彼女のみ生け捕りで1億円の報酬を上乗せするとルーマーに命じる。
公園の戦いでルーマー側が敗北すると粛清としてルーマーの男を殺しつつも、身の安全を図るために、その殺人を警察に自首することで報復から逃れる。
加納 水輝（かのう みずき）
紅白組幹部。36歳。
松代の側近。川萩を粛清する任務で、アキラの介入を受けて失敗した上、その姿を確認することすらできなかったことで松代に見限られ、バランスアートの男に首の骨を折られて殺される。
高辺 康治（たかべ こうじ）
紅白組の若手組員。29歳。
川萩とコンビを組む大柄な体格の青年。松代の命令を受けて川萩と共に黒塩を襲撃するがヨウコの妨害に遭い失敗する。その後、加納と共に川萩を粛清する任務を行うが失敗し、最期はバランスアートの男に首の骨を折られて殺される。
川萩（かわはぎ）
紅白組の若手組員。静の元カレ。
チンピラといった風体の青年。松代の命令を受けて真黒組との抗争の火付け役として黒塩を襲撃する捨て石にされ、大義名分を作るために加納の暴力で片目を失明させられる。松代の狙いを熟知する海老原によって、真黒組で匿われることになり、そのままアザミが寝泊まりする旧水野の倉庫に留まることとなる。また、後述する静との絡みから結果として、アキラも真黒組と紅白組の抗争にかかわるきっかけとなる。
実は静の幼なじみかつ元カレで、未だに彼女に未練があり、ヤクザという事もありストーカーと見なされている。黒塩に対する襲撃も、松代の命令以外にも、静が彼によって風俗嬢にさせられたと勘違いしていた面もあって乗り気であった。尚、風俗嬢となったのは静本人が決めた事であり逆恨みである。

### ルーマー
第2部より登場する紅白組と協力関係にある暗殺組織。「ルーマー」はウワサの意で、真黒組に対するファブルのような存在であり、ファブルと同じく実態や規模は不明。構成員は組織の中枢を「本部」と呼んでいる。殺し屋を育てて組織のお抱えとする方針の「ファブル」に対し、目的に応じて必要な人員を集めて配置するといった真逆の方針をとっている。最下級の構成員として「アリ」という人員もいるが、プロ意識に欠ける。
実は数年前にトップを山岡に殺されており、本部はファブルに成り代わっていた。ファブルのボスの意向で存続させられていたが、司令塔のルーマーの男ですら実態は知らなかった。
ルーマーの男
名前不明。
淡々とした青年。作中において松代と交渉し、他のメンバーに司令を出す。
元々はフリーで活動していた腕の立つ殺し屋。山岡の推挙で、表向きの組織の代表となり、紅白組と折衝するようになる。ハイテク技術にも長けており、町中の監視カメラをハッキングしたり、音声も拾えるGPS装置を黒塩の車に取りつかせてアジトの場所を特定する等、非常に頭が回る。戦闘力は高く、アザミと佐々木の2人がかり相手でも互角以上の戦いを繰り広げる。一方で、アキラと同様仕事以外での無益な殺生は好まないが、仕事中に我欲に走る人間や使えなくなったと判断した者を淡々と始末する冷徹さも持っている。実は妻子持ちであり、家族には自らの職業をトラック運転手と偽っている。
真黒組と紅白組の抗争において自分たちの敵がファブルであると確信を持ち、彼らを倒すため計9人の殺し屋を招集する。当初はアザミとユーカリの2名のみだったが、途中でアキラとヨウコが参戦し、さらにルーマー側の佐々木が裏切ったことで形勢が逆転。それでもアキラの足と左腕を負傷させてタイマンに持ち込むが、残された右腕一本で圧倒されて倒される。全てが終わった後は、妻へ自身の腕時計と指輪を託すようアキラに告げ、けじめを付けるために殺される覚悟で松代の元に向かう。予測通り松代に粛清されるが、穏やかな死に顔で息を引き取る。
バランスアートの男
名前不明。
パーカーの青年。作中で2番目に登場したルーマーの構成員であり、音もなく背後に忍び寄ると標的の首の骨を折って殺すといった芸当を見せる。殺人を芸術をみなすなど自己顕示欲が強く、加納と高辺を殺害した際にはその死体をロダンの考える人に見立てて放置したため、ルーマーの男に窘められる。
毒使いの男と2人がかりで、単独行動をとった黒塩を襲って殺そうとするが、彼を助けに来たアキラに手も足も出ず敗北。相手がファブルだと知ると、「割に合わない」として一度は仕事を降りようとするが、松代の示した懸賞金額を聞き、引き続きルーマーの男の下につく。大西公園の戦いでは、遠赤外線装置を付けたドローンを駆使してファブル側の居場所を殺し屋たちに指示する役割を担うが、再び現れたアキラによって倒される。抗争の終結後はボスによる粛清で首吊り自殺を遂げる。
毒使いの男
名前不明。
中年男性。毒物の扱いに長けた男で、一般人を装って標的に近づき、指輪に仕込んだ毒針を使ってさりげなく肩を叩くなどして毒を仕込む。作中では松代の依頼で洋子に麻痺毒を仕込んだ他、ルーマーの男の指示で黒塩にも同様の毒を仕込み、殺そうとする。
公園での戦いでは、ルーマーの男と共にD班として活動。コンタクトに仕込んで夜間でも視力が保たれる薬品をメンバーに配り、自らの服にも大量の毒針を仕込んでいる。アリたちを使役してヨウコに襲い掛かるが、あと一歩まで追い詰めたところでアキラの介入を許し、形勢を逆転される。抗争の終結後はボスによる粛清で飛び降り自殺を遂げる。
ツインテールとショートカットの女2人組
名前不明。追加人員の2人。公園の戦いではA班。
ルーマーの男によって招集された追加人員の2人組。レンタルおっさんを利用して公園にユーカリを呼び出し、暗殺しようとする。同士討ちに見せかけた策略によりユーカリに手傷を負わせ、追い詰めることに成功する。
ツインテールの女は、茂みに隠れていたユーカリに蹴り落され、抱きかかえようとした毒使いの男の毒針に刺されて意識を失う。その後、意識のない自分を運んでいたアリの男にレイプされるが、抗争の終結後に自らの手で男を射殺する。しかし自身もボスの手にかかっており、毒使いの男の目の前で飛び降り自殺する。
ショートカットの女は、ファブルと戦えることに興奮を覚えながら参加するが、援軍として現れたヨウコに手も足も出ずに敗北する。抗争の終結後はボスの手にかかり自殺に追い込まれる。
B班の男
名前不明。追加人員の1人。公園の戦いではB班。
襟足が長いオールバックの厳つい顔の男。ルーマー側で招集されていた佐々木と組む。公園の戦いにおいて倉庫に向かうよう指示される。佐々木のことを若輩者扱いしてバカにするが、倉庫に乗り込んだところで佐々木の裏切りに遭い捕縛される。ナイフを使って脱出を狙っていたことを佐々木に気付かれ、「目付きが気に入らない」という理由で射殺される。
バンダナの男
名前不明。追加人員の1人。公園の戦いではC班。
バンダナをした若い男。リボルバーの男と組まされるが、彼の快楽殺人者的な傾向に手を焼く。ユーカリの捜索中にアキラと遭遇し、リボルバーの男に自分ごと撃たれて負傷する。殺しをしたくないアキラから手当てを受けて逃亡を図るが、ルーマーの男に見つかり射殺される。
リボルバーの男
名前不明。追加人員の1人。公園の戦いではC班。
小太りの中年男性。リボルバーを得物とし、1発分の音しか聞こえない速度で4発連射できる。公園の戦いでは居合わせた一般人4人をファブルに違いないと嘯いて射殺する。バンダナの男を誤射しても平然としており、一人でファブルを追うが、アザミに射殺される。

### その他の裏社会の人物やチンピラ
武器商人 / マツ
声 - 水内清光
真黒組と付き合いの古い武器商人。表向きはスナックの店主。その他に死体処理や情報屋も営み、希少動物の密輸ビジネスなども手掛ける。
左眼が常に瞑った状態の隻眼の中年男性。普段は明るい態度だが闇社会の人物として慎重な一面も見せる。物語の最初期から武器商人として登場しているが、名前は不明で無いとしており、山岡編では山岡からマツと名付けられる（花言葉は「憐み」）。元殺し屋で、片目の今も銃器の扱いに長けている。かつて殺し屋の殺し屋時代の山岡に左眼を潰されて以降、彼の個人的な手下となっており、大学生になる娘の存在を人質に取られコントロールされている。また、本名は山岡で、山岡に屈服した際に彼に戸籍を取られて現在に至る。
砂川にファブルの情報を求められてしぶしぶ協力していたところ、これにさらに山岡の思惑も絡んで、山岡編での浜田暗殺に関与することになる。最終的には山岡との決別と闇家業からの引退を決意し、佐藤兄妹の助力を求め、結果として海老原から二郎の身柄を引き渡せば浜田殺しは許すという条件を貰う。そして洋子や鈴木と二郎の行方を追うが拘束に失敗し射殺してしまう。このため、死を覚悟するが、洋子の取り成しで海老原に赦され、一般人として本名の山岡に戻り、娘の元に帰る。
フード
演 - 福士蒼汰 / 声 - 小野寺悠貴
本名不明の何でも屋（殺し屋）。砂川の協力者。小島編の登場人物。
あだ名通りにフードを目深に被った男。他人を信用せず用心深い性格で、殺し屋としての腕前には自信がある。22口径のワルサーPPKを愛用。砂川と昔から付き合いがあり、小島の暗殺を依頼される（同時に浜田か海老原の暗殺も依頼されている）。相棒のコードと共にモスキート音を使った砂川からの合図で、小島を拳銃で狙撃する計画を立てるが、土壇場で介入したアキラ（ファブル）に妨害された上に、彼から殺し屋として意識されなかったことにショックを受ける。そのため、ファブルと戦うことを望むが、マツがセッティングした鈴木との情報交換の場で、彼の挑発を受け、コードと共に射殺される。
コード
演 - 木村了 / 声 - 江頭宏哉
本名不明。フードの相棒兼交渉人。小島編の登場人物。
ガタイの良い若い男。裏社会の人間として体術に優れており、並のチンピラでは相手にならない。基本的に相棒のフードと行動を共にしており、砂川と小島の会談においては小島の部下を制圧する役目を担っていたが、瞬く間にアキラ（ファブル）に倒されてしまう。
その後、マツがセッティングした鈴木との情報交換の場で、フードと共に鈴木に襲いかかるが共に射殺される。
二郎（じろう）
本名不明の殺し屋。山岡の個人的な手下。山岡編の登場人物。
非常に慎重な性格の壮年男性。毒殺の専門家で、10年かけてヒトヨタケ毒を改良し、「死のキャップD₁」と名付けた今の医学ではまだ検知不可能な毒物を用いる。仕事に際しては標的や逃走経路を徹底的に下調べしてから動く。二郎という名は山岡編で標的が2人というところから名乗った仮名で本名は不明。
山岡編においてマツの仲介（実際には山岡の仲介）で、浜田か海老原のどちらかを殺すという砂川の依頼を受ける。そして数ヶ月に渡る調査の末に浜田をまったく気づかれず暗殺する。既に殺し屋としては高齢だとして今回を最後に引退したいと山岡に申し出ており、これを認められると感謝の印として山岡に毒のレシピを伝え、京都に潜伏する。
真相判明後、組の仇として海老原に身柄を狙われ、山岡編の終盤においてマツ・洋子・鈴木の3人に潜伏先を襲撃される。本来は拘束が目的であったが、抵抗したために誤って射殺される。
元レスラーの男
名前不明。
腕に自慢のある大柄な体格の男。傷害・強盗・強姦の前科があり、殺人以外の悪事はほとんどやったという悪党。真黒組に借金をするも返そうとせず、海老原と黒塩に捕まり、詰められそうになる。物語序盤、アキラの本性を確かめたい海老原によってアキラと戦わされる。アキラに殺されずに行動不能にされたが、その後、海老原によって射殺される（もともと殺す予定ではあった）。
高橋の知り合いの2人組/キックとその連れ
声 - 福西勝也(キック)/海渡翼(キックの連れ)
共に名前不明。アニメ版では「キック」と「キックの連れ」としてクレジットされている。
片方は黒いニット帽を被ったキックボクシングの経験者で、もう片方は腕に多少の自身があるという二人組の青年。物語初期に海老原から佐藤兄弟の監視命令を受けた高橋が暴走して、独断でアキラを街から追い出そうとした際に彼から雇われる。バー・バッファローから出てきた佐藤兄妹に荒唐無稽な因縁をつけ暴力に及ぶが、アキラが気弱な一般人の振りをして攻撃を受け流したことで街から追い出すことには失敗する（ただし、2人は受け流されたことに気づいていない）。この時にアキラが鼻血と涙を流してやられたフリをしたことが、結果としてミサキやオクトパスとの出会いに繋がる。また後日、街で再会したアキラを襲おうとするが、今度は逃げられる。
小島編では再び高橋に雇われる形で小島の命令を受け、田高田の襲撃事件などを引き起こす。小島と砂川の会談の場にも参加することになり、砂川の目論見では、本来は小島暗殺後にコードに始末される予定であったが、アキラの介入で助かる。その際にキックボクシングの方はミサキを連れて現場を離れるようにアキラから命令され大人しく従う。その後も端役としてしばしば登場する。
第2部にも登場するが黒塩の舎弟として紹介されている。
スズムシ
不良大学生。本名不明。山岡編の登場人物。
腕に自慢がある大柄な体格の青年。仲間たちとヤリサーを主催し、女性をレイプするのが趣味の悪党。マツから、いなくなっても誰からも真剣に探されず、殺す時には良心の呵責も起きない奴として、山岡の暇潰しの標的に友人と共に選ばれる。最初は息子役のユーカリに度胸をつけるためとして山岡から大金で雇われ楽な仕事と意気揚々するが、2度目に本性を表した彼らによって一方的に痛めつけられた上、友人は殺される。その後は、必死に命乞いをして「スズムシ」というあだ名をつけられ、小間使い兼オモチャとして山岡らに扱われる。さらに助かりたい一心で山岡に弟子入りを志願し、快く認められるが、直後に30人いて生き残りは2人だけの過酷なものと教えられ絶望する。
ミサキの誘拐を命じられてユーカリとこれを行い、その際に一般人のフリをしたアキラもアジトに連行したことで結果として山岡から解放されるが、依然として逃げた山岡に殺されるかもしれないとして真黒組に匿われることになる。「山岡」という言葉だけで胃腸に変調を来して下痢になるというトラウマ状態となるが、二郎の潜伏場所に繋がる手掛かりを見つけるなど、組に貢献する。その後、マツが砂川らの遺体を山に埋めに行く際、友人の遺体も眠ってると聞いて線香の1つでもやりたいと同行するが、突如現れた山岡の襲撃を受け、射殺される。

### その他の一般人
バー・バッファローのマスター
演 - 六角精児 / 声 - 一条和矢
名前不明。
太平市にやってきたアキラと洋子が最初に食事をしたバーのマスター。店の主人として落ち着いた人物で、同時に客をよく観察する。洋子と高橋のデートの際に、彼女の酒豪ぶりを知り、内心で「ドランク・クイーン・ヨウコ」などとあだ名をつける。後日、洋子と常連の河合の出会いでは2人の性格や狙いを把握しつつ、マスターとして中立に徹し、勝負の行方を見届ける。
ミサキの夜のバイト先の1つであり、彼女とも面識がある。
河合 ユウキ（かわい ユウキ）
演 - 藤森慎吾 / 声 - 梶裕貴
バー・バッファローの若い常連客。
整った顔立ちの若い優男。大の女好きで、女とセックスするためにすべてを費やす。洋子からすれば見た目も趣味も話も全てが上っ面だけの薄っぺらい男だが、女の扱いには長け、バッファローのマスターからは「SEXマシーン河合」「モハメド河合」などと心の中であだ名され、狙った女は必ず落とす男と評価されている。
暇潰しに自分狙いの男を逆に酔い潰す遊びを始めた洋子に、いつものように声を掛けて面識を持ちベタ惚れする。2回目の出会いで、洋子の誘いに乗ってテキーラの飲み合い勝負を行い、20杯を超えたところで急性アルコール中毒で救急車で運ばれる。その際に気丈に振る舞おうと「大丈夫、ヨウコちゃん」と言おうとしたが呂律が回らずまともに言えなかったセリフから、洋子に「ペ・ダイヨチャ」という不名誉なあだ名を内心でつけられる。
後日、バッファローでアキラと出会い、彼が洋子の兄だと知ると先の不名誉を挽回しようと試みる。アキラによって携帯電話のテレビ通話越しに洋子と対面を果たすが、再び彼女に唆されて電話越しでテキーラの飲み合い勝負を受け、前と同様に急性アルコール中毒によって救急搬送される。
ジャッカル富岡（ジャッカルとみおか）
演 - 宮川大輔 / 声 - 福島潤
お笑い芸人。 作中では、テレビや商品パッケージなどのメディア内でのみ登場する。
面白いのか面白くないのかよくわからないギャグを多用し、洋子やヒナコといった作中の常識人たちからは「三流芸人」などと評されるが、アキラやアザミからは気に入られている。物語の進展に伴い、CM、ドラマ、映画と出演の場を広げていっている。
第2部ではテレビでの登場が減ったとされる一方で、朝の報道番組のコメンテーターになっている。
河上 静（かわかみ しず）
風俗嬢。川萩の元カノ。第2部の登場人物。
専門学校に通っており、学費を稼ぐために、黒塩の紹介をきっかけに風俗で働くようになる。実は川萩は小学校からの幼なじみで中学で付き合い始めた元カレであるが、現在は復縁を迫る彼をストーカーとみなしている。作中では川萩を避けるためにレンタルおっちゃんでアキラを雇うが、当初は彼を頼りなく思って1回で切り、別の大柄な男を雇うようになる。その後の川萩を巡る騒動の中で、自らも身柄を狙われることになり、窮地をアキラに助けられたことで彼に惚れる。その後は身に危険が迫っているとして川萩と共に真黒組に匿われることになる。
もともと黒塩からはキャバクラ嬢として仲介を受けたが、その後、店が潰れたためにソープ嬢になり、現在はピンサロ嬢という経緯がある。また、水野の乱交パーティの参加経験もあった。
静のボディガード
名前不明。第2部の登場人物。
静がアキラの次にレンタルおっちゃんで雇った大柄な体格の中年男性。当初は静の信頼を得て何度も依頼されるようになるが次第に彼女に恋慕し、ストーカーとなり肉体関係を迫るようになる。一旦は関係が切れるが、ファブルの男（アキラ）を誘い出したいルーマーの男に利用されて、静の店を教えられ、客として彼女に迫る。その後、静とアキラが接触したことで用済みとしてルーマーの男に射殺される。
レンタルおっちゃんの変態客
名前不明。第2部の登場人物。
レンタルおっちゃんでのユーカリの最初の客となった小太りの青年。芸術家あるいは研究者を自称し、研究のために下着も含めた衣服の交換を依頼する。パンツを脱ぐ時は勃起状態で興奮している変態であり、最後は交換した衣服の状態で並んで写真を撮ることを好む。後にアザミやアキラにも同じ目的で接触している。

## 作品背景

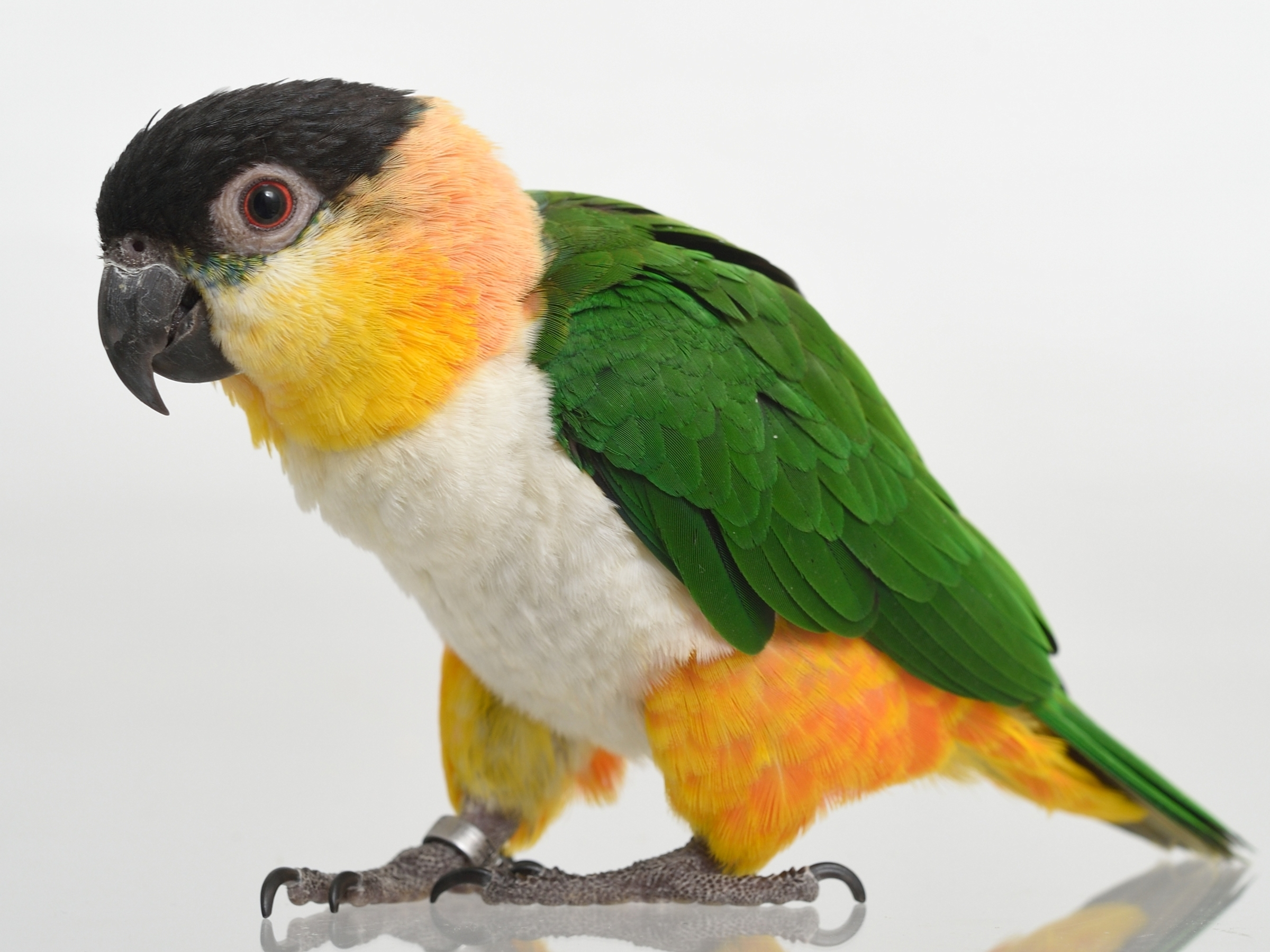
田坂によると、日常場面においても作者のライフスタイルが反映されており、アキラも作者もインコを飼育している。

『ナニワトモアレ』（以下：『ナニトモ』）および『なにわ友あれ』（以下：『なに友』）においては、作中最強として描かれたゼンが人気を博したことから、南は次回作でヤンキーの喧嘩を超えた、命を賭した強者の戦いを描こうと考えた。その場合、主人公の職業が限られるが、軍人（または傭兵）は専門的な知識が求められるほか、やくざは社会的な理由から主人公の設定には使えなかった。最後に残った殺し屋は漫画のテーマとしてよく扱われるため、見たことのない表現を追求した結果、「無敵の殺し屋が1年間の休業を言い渡される」という設定を思いついた。
構想の初期では主人公を女性にする案もあったが、長期連載を考慮した結果、南自身にとって主人公が男の方が描きやすいということで、この案はのちに主人公アキラの相棒ヨウコの原型となった。南はヨウコのキャラクター性について、「こんな女なら騙されても憎めない」と説明している。
『ナニトモ』および『なに友』シリーズでは、実際の地理を作品に反映させた結果、現実世界の変化により描きにくくなってしまった反省から、本作においては大阪府太平市という架空の都市が舞台として設定された。
「ヤングマガジン」編集部の田坂清志はニュースサイト「まんたんウェブ」とのインタビューの中で、南の作品に対するのめりこみの強さとして単行本第1巻の第2話におけるアキラの車上荒らし撃退の場面を挙げている。当初はアキラがわざと負ける予定だったが、2話目で負けると読者が彼の強さを理解できなくなるおそれがあることから、彼が負ける描写は単行本第1巻の終盤まで先送りにされた。

## 表現技法

### キャラクター造形
ライターのしげるは、ニュースサイト「リアルサウンド」に寄せた記事の中で、もともと南が「最強の男」の描写にたけていたことに加え、その「最強の男」に「人を殺せない」「自分の周りの人間を守れ」などの制約を課すことにより、「本人にとっては大したことなくても、周囲にとっては一大事」という状況を作ることで、その制約から先読みできないスリル、「主人公に本気を出してほしい」焦らし、そして主人公が本気を出した際のカタルシスが生まれると説明している。
また、本作においては個性的なサブキャラクター達も描かれている。たとえば、真黒組の組員であるクロこと黒塩は、アキラに心酔しているという設定であり、彼の真似をして重傷を負い死を意識することはあっても、アキラへのあこがれが消えないという純粋な人物として描かれている。

### 暴力描写
劇中で登場する殺法はすべて創作でありながらも生々しく描かれており、田志はその背景として、ボクシングジム通いやモデルガン・ナイフの収集、およびサバイバルといった南のライフスタイルが作品に反映されているのではないかとニュースサイト「まんたんウェブ」とのインタビューの中で分析している。「リアルサウンド」のしげるは環状族を主題とした『ナニトモ』にも暴力場面は出てくるが、本作とは全く異なると分析している。『ナニトモ』においてははっきりした線で相手を殴る時の動きが明確に描かれているのに対し、本作における殺し屋たちの戦いでは肉眼ではっきり見えないほどの速さを示すため、がさっとした黒い線で動きが描かれている。しげるはこの差について、暴力の力量の差を示すために意図的に描き分けたのではないかと分析しており、作中においては殺し屋たちの動きがならず者たちとは全く異なることもたびたび描かれている。また、しげるは登場人物たちの造形そのものが暴力に満ちているからこそ、「一般人に擬態する」という主人公のアキラの強みが際立っていると分析しており、『ナニトモ』のゼンで強化された「最強の男」を描く技法の進化系だと評している。
作中においては武器に関する描写もある。たとえば、休業を言い渡されたアキラが大阪に行く前、愛用するナイトホークカスタムの銃砲身を廃棄する場面について、しげるは銃の発砲機能を失いつつも銃本体を自分の手元に残すことで含みを持たせる見事な導入部であると同時に、南の意思表明でもあると分析している。ただし、しげるは武器の描写よりも、「武器や条件の優劣よりも、使用者の身体とセンスがものをいう」というテーマが重要だとみている。

## 書誌情報
- 南勝久 『ザ・ファブル』 講談社〈ヤンマガKCスペシャル〉、全22巻
  1. 2015年3月6日発売[21]、ISBN 978-4-06-382563-3
  2. 2015年6月5日発売[22]、ISBN 978-4-06-382613-5
  3. 2015年9月4日発売[23]、ISBN 978-4-06-382666-1
  4. 2015年12月4日発売[24]、ISBN 978-4-06-382713-2
  5. 2016年3月4日発売[25]、ISBN 978-4-06-382745-3
  6. 2016年6月6日発売[26]、ISBN 978-4-06-382796-5
  7. 2016年9月6日発売[27]、ISBN 978-4-06-382847-4
  8. 2016年12月6日発売[28]、ISBN 978-4-06-382887-0
  9. 2017年3月6日発売[29]、ISBN 978-4-06-382932-7
  10. 2017年6月6日発売[30]、ISBN 978-4-06-382975-4
  11. 2017年9月6日発売[31]、ISBN 978-4-06-510154-4
  12. 2017年12月6日発売[32]、ISBN 978-4-06-510530-6
  13. 2018年3月6日発売[33]、ISBN 978-4-06-511090-4
  14. 2018年6月6日発売[34]、ISBN 978-4-06-511622-7
  15. 2018年9月6日発売[35]、ISBN 978-4-06-512822-0
  16. 2018年12月6日発売[36]、ISBN 978-4-06-513841-0
  17. 2019年3月6日発売[37]、ISBN 978-4-06-515397-0
  18. 2019年6月6日発売[38]、ISBN 978-4-06-516126-5
  19. 2019年9月6日発売[39]、ISBN 978-4-06-516938-4
  20. 2019年12月6日発売[40]、ISBN 978-4-06-517853-9
  21. 2020年3月6日発売[41]、ISBN 978-4-06-518813-2
  22. 2020年6月5日発売[42][43]、ISBN 978-4-06-519984-8
- 南勝久 『ザ・ファブル The second contact』 講談社〈ヤンマガKCスペシャル〉、全9巻
  1. 2021年11月5日発売[44][45]、ISBN 978-4-06-525838-5
  2. 2022年2月4日発売[46]、ISBN 978-4-06-526825-4
  3. 2022年5月6日発売[47]、ISBN 978-4-06-527794-2
  4. 2022年8月5日発売[48]、ISBN 978-4-06-528811-5
  5. 2022年11月4日発売[49]、ISBN 978-4-06-529751-3
  6. 2023年2月6日発売[50]、ISBN 978-4-06-530708-3
  7. 2023年5月8日発売[51]、ISBN 978-4-06-531689-4
  8. 2023年8月4日発売[52]、ISBN 978-4-06-532657-2
  9. 2023年11月6日発売[53]、ISBN 978-4-06-533625-0
- 南勝久 『ザ・ファブル The third secret』 講談社〈ヤンマガKCスペシャル〉、既刊1巻（2025年6月6日現在）
  1. 2025年6月6日発売[54][55]、ISBN 978-4-06-539858-6

## スピンオフ作品
ざ・ふぁぶる
佐藤兄妹の日常を描く南勝久本人によるスピンオフ作品。『コミックDAYS』にて2018年3月6日から同年12月まで不定期連載された。
- 南勝久 『ざ・ふぁぶる』 講談社〈ヤンマガKCスペシャル〉、全1巻、2020年6月5日発売[42][57]、ISBN 978-4-06-519985-5

## 映画

### 第1作
2019年6月21日に公開された。主演は岡田准一。原作漫画の第1巻から第7巻69話が原作となっている。

#### 製作（第1作）
企画・スタッフィング
プロデューサーである宇高武志は、「週刊ヤングマガジン」の愛読者である自分の上司に勧められたことがきっかけで原作に触れ、「殺し屋が一般人として生きる」という物語に新鮮さを感じ、随所にちりばめられたコメディ要素が映像に向いているという考えのもと、単行本第1巻が出るころには企画書を作っていたと「超!アニメディア」とのインタビューの中で、振り返っている。
江口カンは、もともとCMディレクターであり、映画監督デビュー作『ガチ星』を見た松竹の関係者によって起用された。一方江口本人は漫画に疎いため原作をよく知らず、オファー後に周囲へ「殺し屋の話」に尋ねたことで原作を読んだと、2021年の「日経ビジネス電子版」とのインタビューの中で振り返っている。
江口は映画関係者への名刺という位置づけで本作を爽快感のある内容にしたと2021年のインタビューの中で明かしている。
映像化に当たっては、原作ファンに納得してもらうことが念頭に置かれ、上映時間の都合上ストーリーラインを変更せざるを得なかったものの宇高が面白いと感じた要素やキャラクターの軸は変えないよう注意が払われた。やむを得ない場合は原作者の南勝久と相談したうえで原作から変更した。
特殊部隊での訓練を受けたフランス人アクション振付師のアラン・フィグラルツをファイトコレオグラファーとして起用し、一部の振り付けは主演の岡田本人がこなしている。
演技・キャスティング
「舐められやすい容姿に反して異常に強い」というアキラの設定を反映するため、岡田はいかつくならない程度に身体作りをしたという。

#### キャスト（第1作）
- 佐藤アキラ / ファブル：岡田准一（幼少期：南出凌嘉[64]）
- 佐藤ヨウコ：木村文乃[60]
- 清水ミサキ：山本美月[60]
- フード：福士蒼汰[60]
- 小島：柳楽優弥[60]
- 砂川：向井理[60]
- コード：木村了[64]
- クロ：井之脇海[64]
- 貝沼悦司：好井まさお[64]
- 風間：加藤虎ノ介[64]
- 松沢：粟島瑞丸[64]
- バー「buffalo」のマスター：六角精児[64]
- 鉄板焼き屋「ちっち」の店長：モロ師岡[64]
- 河合ユウキ：藤森慎吾（オリエンタルラジオ）[65]
- ジャッカル富岡：宮川大輔[65]
- 田高田：佐藤二朗[66]
- 浜田：光石研[64]
- 海老原：安田顕[60]
- ボス：佐藤浩市[60]

#### スタッフ（第1作）
- 原作：南勝久『ザ・ファブル』（講談社「ヤングマガジン」連載）
- 監督：江口カン[60][62]
- 脚本：渡辺雄介[60]
- 音楽：グランドファンク
- 主題歌：レディー・ガガ「ボーン・ディス・ウェイ」（ユニバーサル ミュージック）[67]
- 製作：大角正、今村司、藤島ジュリーK.、谷和男、有馬一昭、角田真敏、田中祐介、坪内弘樹、和田俊哉、赤座弘一、大鹿紳、小櫻顕、毛利元夫
- エグゼクティブ・プロデューサー：高橋敏弘、伊藤響
- 企画・プロデュース：吉田繁暁、藤村直人
- プロデューサー：宇高武志[61]、佐藤満
- ラインプロデューサー：毛利達也
- 撮影：田中一成
- 美術：小泉博康
- 照明：三重野聖一郎
- 録音：反町憲人
- 編集：和田剛
- 装飾：高畠一朗
- サウンドエフェクト：北田雅也
- ガンエフェクト：納富貴久男
- スタイリスト：伊賀大介
- ヘアメイク：中山有紀
- スクリプター：吉田純子
- キャスティング：北田由利子
- 監督補：西山太郎
- 助監督：是安祐
- 制作担当：栗林直人
- ファイトコレオグラファー：アラン・フィグラルツ、岡田准一
- スタントコーディネーター：富田稔
- VFXスーパーバイザー：小坂一順
- 音楽プロデューサー：茂木英興
- 宣伝プロデューサー：清宮礼子
- 制作プロダクション：ギークサイト
- 配給：松竹
- 共同幹事：松竹、日本テレビ放送網
- 製作：「ザ・ファブル」製作委員会（松竹、日本テレビ放送網、ジェイ・ストーム、読売テレビ放送、イオンエンターテイメント、講談社、GYAO、札幌テレビ放送、宮城テレビ放送、静岡第一テレビ、中京テレビ放送、広島テレビ放送、福岡放送）

#### 公開（第1作）
- 2019年6月22日から23日の映画週末興行成績、全国映画動員ランキングで2位であった[68]。29日から30日は3位[69]。7月6日から7日は4位[70]。13日から14日は6位[71]。20日から21日は9位[72]。

#### 映像ソフト化（第1作）
2019年12月25日発売。発売・販売元は松竹。
- ザ・ファブル 通常版（1枚組）
  - 音声特典
    - バリアフリー日本語音声ガイド

  - 映像特典
    - 予告集
- ザ・ファブル 豪華版（2枚組・初回生産限定）
  - ディスク1：本編ディスク（通常版と共通）
  - ディスク2：特典DVD
    - メイキング
    - 未公開シーン集
    - イベント映像集
    - 豪華キャスト座談会 完全版

  - 封入特典
    - ブックレット

  - 外装特典
    - 特製クリアスリーブケース

2020年度 TSUTAYA年間ランキングで、レンタルDVD邦画部門1位（レンタルDVD総合5位）を獲得した。

#### テレビ放送（第1作）
| 回 | 放送日        | 放送時間（JST）    | 放送局     | 放送枠           | 備考                                                      | 出典   |
| -- | ------------- | ------------------ | ---------- | ---------------- | --------------------------------------------------------- | ------ |
| 1  | 2021年6月18日 | 金曜 21:00 - 22:54 | 日本テレビ | 金曜ロードショー | 地上波初放送、映画『ザ・ファブル 殺さない殺し屋』公開記念 | [ 75 ] |

### 第2作
2020年8月19日にシリーズ化が発表され、2年ぶりの第2作が『ザ・ファブル 殺さない殺し屋』（ザ ファブル ころさないころしや）のタイトルで公開。原作漫画の第7巻70話から第13巻において描かれた『宇津帆編』が原作となっている。当初は2021年2月5日に公開予定であったものの、新型コロナウイルスの感染拡大による影響を受けて同年1月22日に公開延期が発表され、改めて6月18日に公開された。
同作のシナリオは、原作単行本9巻から15巻におけるアキラと宇津帆の戦いを主題としている。

#### 製作（第2作）
宇津帆編は第1作とは打って変わって静かな内容だったため、第1作のように爽快感を追求するようなやり方では映画化は難しいとされていた。
それでも宇津帆編に対する原作者の南の思い入れは強く、続編の条件としても提示されたため、江口は岸和田にある南のアトリエで打ち合わせを行った。この時点で方針や具体的な内容の話には至らなかったが、映画『レオン』のポスターを見てアキラとヒナコの類似性に気づき、面白い映画が作れると直感したと江口は2021年のインタビューの中で振り返っていた。その後、江口の判断により、宇津帆役には堤真一が起用された。
主演の岡田准一はファイトコレオグラファーも務めており、ヨウコ役の木村文乃の殺陣においては色気を意識したという。

##### ポストプロダクションおよび公開延期
新型コロナウイルスの流行に伴い撮影が遅れた分、ポストプロダクションの作業期間が短縮された。2020年の年末にポストプロダクションを終えた時点では、2021年の2月5日に公開が予定されていた。

#### キャスト（第2作）
- 佐藤アキラ / ファブル：岡田准一
- 佐藤ヨウコ：木村文乃
- 佐羽ヒナコ：平手友梨奈[78]
- 鈴木：安藤政信[78]
- 井崎：黒瀬純（パンクブーブー）[82]
- 貝沼：好井まさお（井下好井）
- アイ：橋本マナミ[82]
- ジャッカル富岡：宮川大輔
- 清水ミサキ：山本美月
- 田高田：佐藤二朗
- 黒塩（クロ）：井之脇海
- 海老原：安田顕（特別出演）
- ボス：佐藤浩市（特別出演）
- 宇津帆：堤真一[78]

#### スタッフ（第2作）
- 原作：南勝久『ザ・ファブル』（講談社「ヤンマガKC」刊）
- 監督：江口カン
- 脚本：山浦雅大、江口カン
- 音楽：グランドファンク
- 主題歌：レディー・ガガ&アリアナ・グランデ「レイン・オン・ミー」（ユニバーサル ミュージック）[83]
- アクション監督：横山誠
- ファイトコレオグラファー：岡田准一[81]
- 製作代表：高橋敏弘、沢桂一、藤島ジュリーK.、菊川雄士、有馬一昭、角田真敏、田中祐介、坪内弘樹、昆野俊行、加藤智啓、森要治、小櫻顕、廣瀬健一
- エグゼクティブ・プロデューサー：吉田繁暁、伊藤響
- プロデューサー：藤村直人、宇高武志、佐藤満
- 共同プロデューサー：谷生俊美
- ラインプロデューサー：下村和也
- 監督補：川井隼人
- 撮影：直井康志
- 美術：小泉博康
- 照明：田中洵
- 録音：田辺正晴
- 装飾：池田亮平
- スタイリスト：伊賀大介
- ヘアメイク：澤田久美子
- 特殊メイク造形：中田彰輝
- スクリプター：吉田純子
- 助監督：猪腰弘之
- ガンエフェクト：納富貴久男
- 操演：鳴海聡
- カーアクション：西村信宏
- 編集：和田剛、板倉直美
- 整音：反町憲人
- VFXスーパーバイザー：小坂一順
- 音響効果：北田雅也
- キャスティング：北田由利子
- 制作担当：小坂正人
- 音楽プロデューサー：茂木英興
- 宣伝プロデューサー：清宮礼子
- 制作プロダクション：ギークサイト
- 配給：松竹
- 共同幹事：松竹、日本テレビ放送網
- 製作：「ザ・ファブル 殺さない殺し屋」製作委員会（松竹、日本テレビ放送網、ジェイ・ストーム、読売テレビ放送、イオンエンターテイメント、講談社、GYAO、札幌テレビ放送、宮城テレビ放送、静岡第一テレビ、中京テレビ放送、広島テレビ放送、福岡放送）

#### ロケ地（第2作）
- 北の原公園（東京都八王子市）
- たこ焼き大ちゃん（東京都葛飾区）
- ベニバナウォーク桶川（埼玉県桶川市）[注 7]

#### 公開（第2作）
- 土日2日間（6月19日 - 6月20日）の全国映画動員ランキングで初登場1位[84]。

#### 受賞
- 第45回日本アカデミー賞
  - 優秀助演男優賞（堤真一）

#### 映像ソフト化（第2作）

##### DVD、Blu-ray
2021年12月22日発売。発売・販売元は松竹。
- ザ・ファブル 殺さない殺し屋 通常版（1枚組）
  - 音声特典
    - バリアフリー日本語音声ガイド

  - 映像特典
    - 予告集
- ザ・ファブル 殺さない殺し屋 豪華版（2枚組・初回生産限定）
  - ディスク1：本編ディスク（通常版と共通）
  - ディスク2：特典DVD
    - メイキング集
    - イベント映像集
    - 豪華キャスト座談会完全版

  - 封入特典
    - ブックレット

  - 外装特典
    - 特製クリアスリーブケース

##### サウンドトラック
- 映画「ザ・ファブル」&「ザ・ファブル 殺さない殺し屋」サウンドトラック（2021年6月16日発売、SHOCHIKU RECORDS/Sony Music Solutions Inc.）

#### テレビ放送（第2作）
| 回 | 放送日        | 放送時間（JST）                       | 放送局                     | 放送枠           | 備考                                           | 出典   |
| -- | ------------- | ------------------------------------- | -------------------------- | ---------------- | ---------------------------------------------- | ------ |
| 1  | 2022年2月12日 | 土曜 14:00 - 16:15 土曜 21:00 - 23:15 | WOWOWプライム WOWOW シネマ | メガヒット劇場   | テレビ初放送記念 岡田准一が主演の映画6本を特集 |        |
| 2  | 2022年6月3日  | 金曜 21:00 - 22:59                    | 日本テレビ                 | 金曜ロードショー | 地上波初放送                                   | [ 85 ] |

## テレビアニメ
2023年7月にテレビアニメ化が発表され、2024年4月から9月まで、日本テレビ系列ほかにて連続2クールで放送された。

### 制作（テレビアニメ）
スタッフィング
監督にはベテランである高橋良輔が起用され、高橋にとっては『沈黙の艦隊』以来2作目となる講談社の漫画作品のアニメ化となった。髙橋は「まんたんウェブ」とのインタビューの中で、「自分はわがままなので『装甲騎兵ボトムズ』といったオリジナル作品は比較的苦にならない」と話しつつも、困ったときは原作者に相談できると原作ものの利点を挙げている。
とはいえ、高橋は普段漫画やアニメをあまり見る方ではなく、アニメ化のオファーが来て初めて本作を知り、原作漫画を読んだり、実写版を見て研究した。
ストーリー・セッティング
原作においてはキャラクターのリアリティが大事にされており、高橋もキャラクターの在り方によって流血沙汰になってしまうことを甘く描かないという方針を立てていた。
高橋は貝沼の顛末を例に、もしアキラをより万能な存在として描けば貝沼を救うことができたが、血の通ったリアリティを持たせることでやむを得ない悲劇が起こると述べ、アニメを演出する側としても侵してはいけないところだと話している。
また、当初高橋は実写映画の影響でアクションが多くなるのではと思ったが、いざシナリオを作り始めるとそこまで多くなかったと話しており、原作においてはアキラの能力が高い分あっさり終わってしまうためだと分析している。その一方、作中においてはアキラと人々の交流に重きが置かれた。
なお、『ボトムズ』など高橋が監督を務めた作品では次回予告が評判となることもあったが、本作においては本編をなるべく見せたいという意向から、次回予告は用意されなかった。
美術
放送当時のアニメや漫画の主人公の目はかわいらしく描かれる傾向にあったのに対し、アキラは白目がちに描かれた。高橋は無慈悲な殺し屋というよりも仕事として殺しを遂行するとこのような顔になると思い、原作の意図をくみ取ったうえであのようなデザインにしたと「まんたんウェブ」とのインタビューの中で説明している。
原作は記号性を排する方針が取られていたため、最初の4話分には苦労したが、だんだん意図通りに仕上がっていくという実感があった高橋は「GIGAZINE」とのインタビューの中で明らかにしている。
演技・キャスティング
キャストのオーディションを行う際、参加者にはキャラクターのイメージを記したメモが渡された。うちアキラ役のオーディションに際しては「ちょっとイメージがつかめないので、苦労するかもしれません」と記されており、オーディション参加者の一人である興津和幸は好きに演じようと受け止めた。なお、興津は髙橋と黒塩のオーディションにも参加しており、受かったと聞いた際、当初は時間のかかっていた高橋役だと思っていたが、「佐藤」役だと聞かれ、事前に原作を読んでいたにもかかわらず誰のことかわからなかったとアニメイトタイムズとのインタビューの中で明かしている。
洋子役には沢城みゆきが起用された。沢城は原作のキャラクターがリアルな分、もしアニメ化した場合日本の映画に日本語の吹き替え音声が付くような違和感が出てくるかもしれないという懸念があり、実際受かったときはどうしようという気持ちになったと興津との対談の中で語っている。これに対し興津は、アフレコの際の沢城はプレッシャーに押しつぶされている感じはなく、むしろ生き生きと演技をしていたと話している。
海老原役に起用された大塚明夫は、キャスト公開に際して寄せたコメントの中で、海老原は役割が大きい分覚悟を持って臨まないと作品に支障が出ると述べ、かわいらしさや視聴者に愛されるキャラクター性がとりわけ作品そのものにかかわってくるとし、ワクワクしていると締めくくっている。
高橋は東京出身で関西弁に明るくないため、アフレコに際しては方言指導のスタッフに監修してもらった。

### スタッフ（テレビアニメ）
- 原作 - 南勝久[86]
- 監督 - 髙橋良輔[86]
- シリーズディレクター - 中島大輔
- シリーズ構成 - 高島雄哉[86]
- キャラクターデザイン - 大下久馬、長谷川早紀、中村路之将[95]
- プロップデザイン - 新名昭彦
- 美術デザイン - 西田稔、柴田正人
- 美術設定 - 西田稔、岩城万里子、柴田正人
- 色彩設計 - 荒井めぐみ
- 撮影監督 - 木村俊也
- 編集 - 田村ゆり
- 音響監督 - 浦上靖之[10]
- 音響効果 - 北田雅也
- 音響制作 - オーディオ・プランニング・ユー[10]
- 音楽 - 福廣秀一朗[10]
- 音楽制作 - 日本テレビ音楽
- 音楽プロデューサー - 千石一成、植田みのり
- チーフプロデューサー - 稲毛弘之、秋田規行
- プロデューサー - 尾上太基、岩佐直樹、若林寛和、吉尾宗太
- アニメーションプロデューサー - 宇田川純男、柴田萌々
- アニメーション制作 - 手塚プロダクション[86]
- 製作 - アニメ「ザ・ファブル」製作委員会[12]（講談社、日本テレビ、VAP）

### 主題歌（テレビアニメ）
「Professionalism feat. 般若」
ALIによる第1クールオープニングテーマ。作詞はLEOと般若、作曲はLEO。
「Odd Numbers」
梅田サイファー（KennyDoes、テークエム、teppei、コーラ、Cosaqu、KZ、KOPERU、DMB）による第1クールエンディングテーマ。作詞は同上、作曲はBACHLOGICと梅田サイファー。
「スイッチ」
梅田サイファー（KZ、KennyDoes、テークエム、peko、コーラ、teppei、R-指定、KOPERU、ILL SWAG GAGA、KBD、Cosaqu）による第2クールオープニングテーマ。作詞は同上、作曲はCosaqu。
「BEYOND feat. MaRI」
ALIによる第2クールエンディングテーマ。作詞はLEOとMaRI、作曲はLEO。

### 各話リスト
| 話数   | サブタイトル                | 脚本       | コンテ              | 演出                | 作画監督 | 総作画監督                                                                      | 放送日        |
| ------ | --------------------------- | ---------- | ------------------- | ------------------- | --- | ------------------------------------------------------------------------------- | ------------- |
| 第1話  | お引っ越し                  | 高島雄哉   | 亀井隆              | 松井信太郎          | 内田裕 山縣クリカ 八木元喜 齊藤格 中澤勇一 木ノ崎英春 興村忠美 林隆祥 | 大下久馬 齊藤格 江本正弘 丸山修二 木ノ崎英春                                    | 2024年 4月7日 |
| 第2話  | 素晴らしい夜                | 高島雄哉   | 寺田和男            | 又野弘道            | 渋谷一彦 高橋信也 小林冴子 瀬尾康博 中西浩司 Park Gi-deok Go Yu-il Kim Bong-deok Kim Hyeon-gyeong Jeong Hyeon-su Jo Mi-jeong Kim Hee-jeong                                        | 大下久馬 長谷川早紀 齊藤格 丸山修二 杉野昭夫                                    | 4月14日       |
| 第3話  | 鬼ごっこ                    | 高島雄哉   | 中島大輔            | 中島大輔            | Hwang Young-Sik Hong Mi-Gyeong Lee Gyeoung-Soon Park Soo-In | 大下久馬 齊藤格 江本正弘 丸山修二 木ノ崎英春                                    | 4月21日       |
| 第4話  | 命の話……                    | 森田眞由美 | 寺田和男            | 野亦則行            | 渋谷一彦 | -                                                                               | 4月28日       |
| 第5話  | 聞いとんのかコラ!!          | 高島雄哉   | 中島大輔            | 中島大輔            | 丸山修二 高橋信也 瀬尾康博 興村忠美 山縣クリカ 木ノ崎英春 Kim Bong-deok Sin Sung-min Go Yu-il Park Gi-deok                                                                        | 杉野昭夫 大下久馬                                                               | 5月5日        |
| 第6話  | 出所祝い                    | 高島雄哉   | 外川慶              | 亀井隆              | Hwang Young-Sik Hong Mi-Gyeong Lee Gyeoung-Soon Goo Gyeung-Ok 高橋信也 山縣クリカ 瀬尾康博 吉村昌輝                                                                               | 杉野昭夫 大下久馬 江本正弘 丸山修二                                             | 5月12日       |
| 第7話  | 現実主義♡                   | 高島雄哉   | 寺田和男            | 黒澤麗              | 柳野龍男 高橋信也 南伸一郎 山縣クリカ 森悦史 无锡市樱花卡通有限公司 24FPS スタジオエバーグリーン                                                                                  | 杉野昭夫 長谷川早紀 丸山修二 江本正弘                                           | 5月19日       |
| 第8話  | だってだって、なんだもん♪   | 森田眞由美 | 寺田和男            | 蟹久保朱眞          | 山縣クリカ 八木元喜 林隆祥 高橋信也 瀬尾康博 | 大下久馬 江本正弘 丸山修二 木ノ崎英春                                           | 5月26日       |
| 第9話  | もしかして殺し屋……          | 森田眞由美 | 佐藤雄三            | 又野弘道            | 山縣クリカ 瀬尾康博 LEE-MIN BAE | 丸山修二                                                                        | 6月2日        |
| 第10話 | ベランダの怪人……            | 高島雄哉   | 松井信太郎          | 松井信太郎          | 瀬尾康博 山縣クリカ 吉村昌輝 Sin Seong min Go Yu il Kim Hee jeong Jo Mi jeong Park Jae seok Kim Bong deok                                                                         | 大下久馬 丸山修二 齊藤格 木ノ崎英春 長谷川早紀                                  | 6月9日        |
| 第11話 | 運命の一日です♪             | 高島雄哉   | 寺田和男            | 山本隆太            | 山縣クリカ 高橋信也 今井直人 Kim Bong-deok Kim Hyeon-gyeong Kim Hui-jeong Park Jae-seok                                                                                           | 大下久馬 江本正弘 丸山修二 齊藤格 木ノ崎英春                                    | 6月16日       |
| 第12話 | 上には上――。                | 高島雄哉   | 中島大輔            | 吉田徹              | 山縣クリカ 八木元喜 林隆祥 高橋信也 瀬尾康博 古佐小吉重 小林冴子 野口征恒 しのざきあきら しまいし Park Gi-deok Kim Hee-jung Hwang Young-sik                                       | 大下久馬 江本正弘 丸山修二 渋谷一彦                                             | 6月23日       |
| 第13話 | アニキ.....アニキ.....。    | 森田眞由美 | 寺田和男            | 小林彩夏            | 八木元喜 高橋信也 吉村昌輝 Go Yu-il Kim Hyeon-gyeong Park Mi-hyeon Sin Sung-min Yeon Ji-hye Jo Mi-jeong                                                                           | 杉野昭夫 大下久馬                                                               | 6月30日       |
| 第14話 | 好きです兄さん!!            | 森田眞由美 | 中島大輔            | 亀井隆              | 山縣クリカ 高橋信也 趙越 劉婷 麻糬 大樹 箱子 楊曉偉 | 杉野昭夫 長谷川早紀 丸山修二                                                    | 7月7日        |
| 第15話 | もしかしてサバイバル.....。 | 高島雄哉   | 寺田和男            | 神山翔太郎          | 八木元喜 吉村昌輝 Go Yu-il Kim Hyeon-gyeong Kim Hee-jeong Park Mi-hyeon Shin Seong-min Yeon Ji-hye Cho Mi-jeong Hwang Mi-jeong                                                    | 大下久馬 長谷川早紀 丸山修二                                                    | 7月14日       |
| 第16話 | 下山の男.....。             | 高島雄哉   | 中村路之将          | 中村路之将          | 中村路之将 LEE MIN-BAE KIM HEE-GANG Park Gi-deok Seo Soon-young 興村忠美 | 中村路之将                                                                      | 7月21日       |
| 第17話 | ウツボレイ....。            | 森田眞由美 | 松井信太郎          | 松井信太郎          | 山縣クリカ 八木元喜 吉村昌輝 Shin Sung-min Ko Yu-il Kim Hee-jung Cho Mi-jeong Park Jae-seok Hwang Mi-jeong Han Seong-jin                                                          | 大下久馬 長谷川早紀 丸山修二 渋谷一彦 齊藤格                                    | 7月28日       |
| 第18話 | カンパイのパイ………。         | 森田眞由美 | 亀井隆              | 亀井隆              | 山縣クリカ Im Jin-uk Shin Seung-sook Bae Jae-un Seo Soon-young Park Ki-duk Kim Seong-beom Kim Da-bin Yeon Ji-hye Kim Hong-ik VUTH SOV ANTHIDA METH SORIYA                         | 杉野昭夫 大下久馬 丸山修二 渋谷一彦                                             | 8月4日        |
| 第19話 | ウソと嘘.....。             | 高島雄哉   | 寺田和男            | 鈴木卓夫            | LEE MIN-BAE KIM HEE-GANG 古佐小吉重 山縣クリカ 吉村昌輝 趙越 | LEE MIN-BAE 大下久馬 丸山修二 江本正弘 齊藤格                                   | 8月18日       |
| 第20話 | 24時間....。                | 高島雄哉   | 寺田和男            | 神山翔太郎          | 八木元喜 吉村昌輝 Hwang Mi-jeong Sin Seong-min Park Jae-seok Han Seung-jin Seo Soon-yeong Go Yu-il Kim Hee-jeong Jo Mi-jeong Park Mi-hyeon                                        | 大下久馬 渋谷一彦 丸山修二 江本正弘 山縣クリカ Park Gi-deok                     | 8月25日       |
| 第21話 | 悪党たちのABC               | 森田眞由美 | 吉田徹              | 吉田徹              | 山縣クリカ 八木元喜 高橋信也 瀬尾康博 興村忠美 吉村昌輝 今井直人 LEE MIN-BAE KWON YONG-SANG 趙越 劉婷 楊曉偉 麻糬 大樹 箱子 ルラフォート lolroute ワンオーダー 育松アニメーション | 吉田徹 大下久馬 丸山修二 齊藤格 中村路之将 渋谷一彦 長谷川早紀                  | 8月25日       |
| 第22話 | ドア前の男....。            | 森田眞由美 | 黒沢守              | 松井信太郎 前園文夫 | 山縣クリカ 高橋信也 瀬尾康博 Go Yu-il Park Jae-seok Kim Hyeon-gyeong Shin Seong-min Cho Mi-jeong Han Seung-jin                                                                    | 大下久馬 丸山修二 江本正弘 Park Gi-deok                                         | 9月8日        |
| 第23話 | クラクション                | 高島雄哉   | 亀井隆              | 亀井隆              | KIM HEE-GANG 山縣クリカ 趙越 劉婷 楊暁偉 麻糬 大樹 箱子 | LEE MIN-BAE 大下久馬 齊藤格 中村路之将                                          | 9月15日       |
| 第24話 | 星空のララバイ.....。       | 高島雄哉   | 寺田和男            | 蟹久保朱眞          | 吉村昌輝 瀬尾康博 Sin seong-min Go yu-il Park jae-seok Kim hyeon-gyeong Jo mi-jeong                                                                                               | 大下久馬 長谷川早紀 丸山修二 江本正弘 山縣クリカ 高橋信也 Park Gi-deok          | 9月22日       |
| 第25話 | 想像する男♪                 | 高島雄哉   | 寺田和男 中村路之将 | 中島大輔 亀井隆     | 吉村昌輝 渋谷一彦 瀬尾康博 興村忠美 八木元喜 趙越 劉婷 楊暁偉 麻糬 大樹 箱子 Woo Geum-yeong LEE MIN-BAE KIM HEE-GANG                                                              | 杉野昭夫 大下久馬 長谷川早紀 中村路之将 江本正弘 山縣クリカ 齊藤格 Park Gi-deok | 9月29日       |

### 放送局（テレビアニメ）
| 放送期間                                                                            | 放送時間                                        | 放送局           | 対象地域・備考                                        |
| ----------------------------------------------------------------------------------- | ----------------------------------------------- | ---------------- | ----------------------------------------------------- |
| 2024年4月7日 - 9月29日                                                              | 日曜 0:55 - 1:25（土曜深夜）                    | 日本テレビ       | 関東広域圏 / 製作参加 / 字幕放送                      |
|                                                                                     |                                                 | 青森放送         | 青森県 / 字幕放送                                     |
|                                                                                     |                                                 | テレビ岩手       | 岩手県 / 字幕放送                                     |
|                                                                                     |                                                 | 山形放送         | 山形県 / 字幕放送                                     |
|                                                                                     |                                                 | 山梨放送         | 山梨県 / 字幕放送                                     |
|                                                                                     |                                                 | 南海放送         | 愛媛県 / 字幕放送                                     |
|                                                                                     | 日曜 1:25 - 1:55（土曜深夜）                    | 広島テレビ       | 広島県                                                |
|                                                                                     | 日曜 1:50 - 2:20（土曜深夜）                    | テレビ宮崎       | 宮崎県 / 字幕放送                                     |
|                                                                                     | 日曜 1:55 - 2:25（土曜深夜）                    | 静岡第一テレビ   | 静岡県                                                |
|                                                                                     |                                                 | 中京テレビ       | 中京広域圏                                            |
|                                                                                     |                                                 | 四国放送         | 徳島県 / 字幕放送                                     |
| 2024年4月8日 - 9月30日                                                              | 月曜 1:25 - 1:55（日曜深夜）                    | 西日本放送       | 香川県・岡山県 / 字幕放送                             |
| 2024年4月9日 - 10月1日                                                              | 火曜 1:59 - 2:29（月曜深夜）                    | 福岡放送         | 福岡県                                                |
| 2024年4月10日 - 10月2日                                                             | 水曜 1:29 - 1:59（火曜深夜）                    | 長崎国際テレビ   | 長崎県 / 字幕放送                                     |
|                                                                                     | 水曜 2:00 - 2:30（火曜深夜）                    | 日本海テレビ     | 鳥取県・島根県                                        |
| 2024年4月11日 - 10月3日                                                             | 木曜 1:24 - 1:54（水曜深夜）                    | 高知放送         | 高知県                                                |
|                                                                                     | 木曜 1:34 - 2:04（水曜深夜）                    | 鹿児島読売テレビ | 鹿児島県 / 字幕放送                                   |
|                                                                                     | 木曜 1:59 - 2:29（水曜深夜）                    | 札幌テレビ       | 北海道                                                |
|                                                                                     |                                                 | 北日本放送       | 富山県 / 字幕放送                                     |
| 2024年4月12日 - 10月4日                                                             | 金曜 0:59 - 1:29（木曜深夜）                    | 熊本県民テレビ   | 熊本県 / 字幕放送                                     |
|                                                                                     |                                                 | テレビ大分       | 大分県 / 字幕放送                                     |
|                                                                                     | 金曜 1:24 - 1:54（木曜深夜）                    | 秋田放送         | 秋田県 / 字幕放送                                     |
|                                                                                     | 金曜 1:29 - 1:59（木曜深夜）                    | テレビ新潟       | 新潟県 / 字幕放送                                     |
|                                                                                     | 金曜 1:35 - 2:05（木曜深夜）                    | テレビ金沢       | 石川県 / 字幕放送                                     |
|                                                                                     | 金曜 1:44 - 2:14（木曜深夜）                    | テレビ信州       | 長野県 / 字幕放送                                     |
|                                                                                     | 金曜 1:54 - 2:24（木曜深夜）                    | 山口放送         | 山口県 / 字幕放送                                     |
| 2024年4月13日 - 10月5日                                                             | 土曜 0:30 - 1:00（金曜深夜）                    | 福井放送         | 福井県 / 字幕放送                                     |
|                                                                                     | 土曜 1:05 - 1:35（金曜深夜）                    | 読売テレビ       | 近畿広域圏 / 『金曜日はシンデレラ』枠                 |
|                                                                                     | 土曜 1:54 - 2:24（金曜深夜）                    | 福島中央テレビ   | 福島県 / 字幕放送                                     |
|                                                                                     | 土曜 1:59 - 2:29（金曜深夜）                    | ミヤギテレビ     | 宮城県                                                |
| 2024年4月14日 - 9月29日 2024年10月5日                                               | 日曜 0:00 - 0:30（土曜深夜） 土曜 23:00 - 23:30 | BS日テレ         | 日本全域 / BS放送 / 字幕放送 / 『アニメにむちゅ〜』枠 |
| 2024年5月8日 - 10月23日                                                             | 水曜 23:00 - 23:30                              | AT-X             | 日本全域 / CS放送 / 字幕放送 / リピート放送あり       |
| 2024年6月22日 - 12月7日                                                             | 土曜 21:30 - 22:00                              | アニマックス     | 日本全域 / BS/CS放送 / 字幕放送                       |
| 日本テレビなど一部の放送局では、編成の都合により2話連続放送を実施した放送回がある。 |                                                 |                  |                                                       |

| 配信開始日    | 配信時間                  | 配信サイト | 備考             |
| ------------- | ------------------------- | --- | ---------------- |
| 2024年4月7日  | 日曜 1:25（土曜深夜）更新 | Disney+ | 見放題配信       |
| 2024年4月8日  | 月曜 12:00 更新           | dアニメストア U-NEXT Hulu DMM TV Amazon Prime Video Google Play Lemino FOD バンダイチャンネル ビデオマーケット music.jp カンテレドーガ HAPPY!動画 ニコニコチャンネル クランクイン!ビデオ | 都度課金配信     |
| 2024年4月9日  | 火曜 0:00（月曜深夜）更新 | TELASA J:COM STREAM milplus | 都度課金配信     |
|               | 火曜 12:00 更新           | ムービーフルPlus | 都度課金配信     |
| 2024年4月28日 | 隔週日曜 18:00 更新       | YouTube (フル☆アニメTV) | 期間限定無料配信 |

### BD
| 巻 | 発売日         | 収録話          | 規格品番   |
| -- | -------------- | --------------- | ---------- |
| 1  | 2024年9月25日  | 第1話 - 第7話   | VPXY-75184 |
| 2  | 2024年12月25日 | 第8話 - 第13話  | VPXY-75185 |
| 3  | 2025年3月26日  | 第14話 - 第19話 | VPXY-75186 |
| 4  | 2025年6月25日  | 第20話 - 第25話 | VPXY-75187 |

| 日本テレビ 日曜 0:55- 1:25（土曜深夜）                       | 日本テレビ 日曜 0:55- 1:25（土曜深夜）  | 日本テレビ 日曜 0:55- 1:25（土曜深夜）                    |
| 前番組                                                       | 番組名                                  | 次番組                                                    |
| ------------------------------------------------------------ | --------------------------------------- | --------------------------------------------------------- |
| 薬屋のひとりごと（第1期） （2023年10月22日 - 2024年3月24日） | ザ・ファブル （2024年4月7日 - 9月29日） | らんま1/2（2024年版・第1期） （2024年10月6日 - 12月22日） |